# Porta de la ciutat

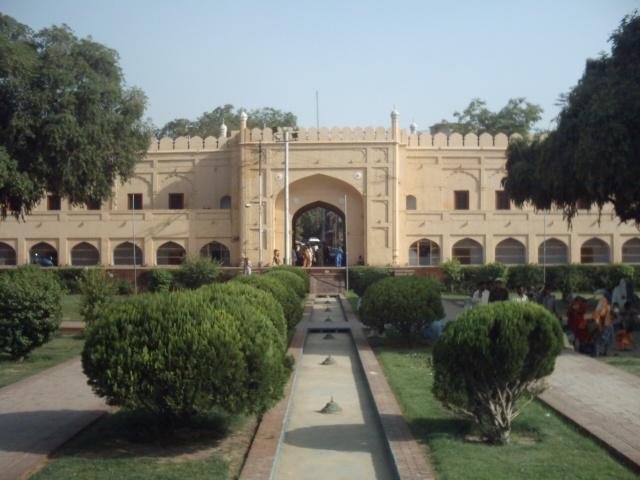
La Porta Roshnai des de Hazuri Bagh (Lahore).

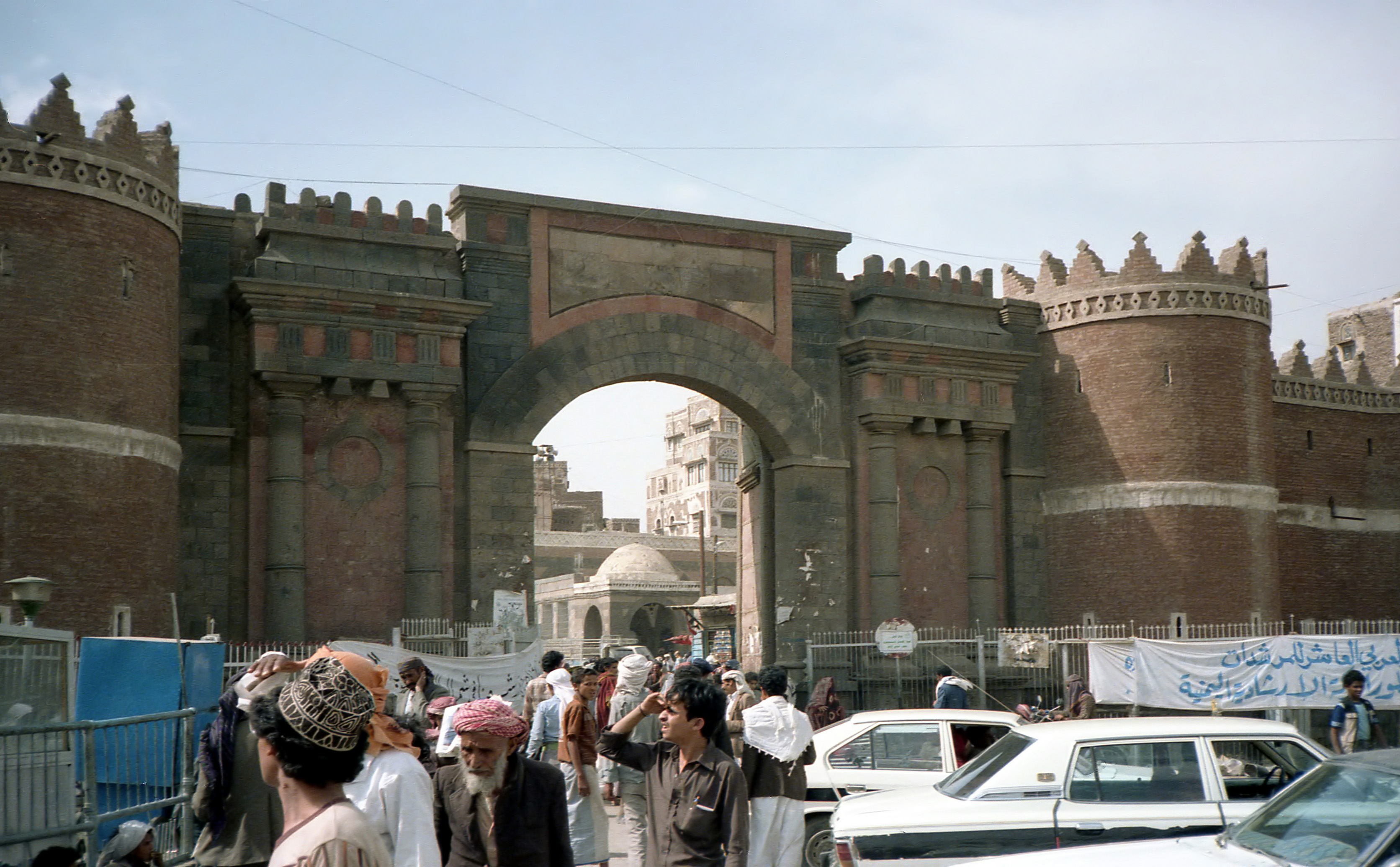
Bab al Iemen de Sana'a, Iemen.

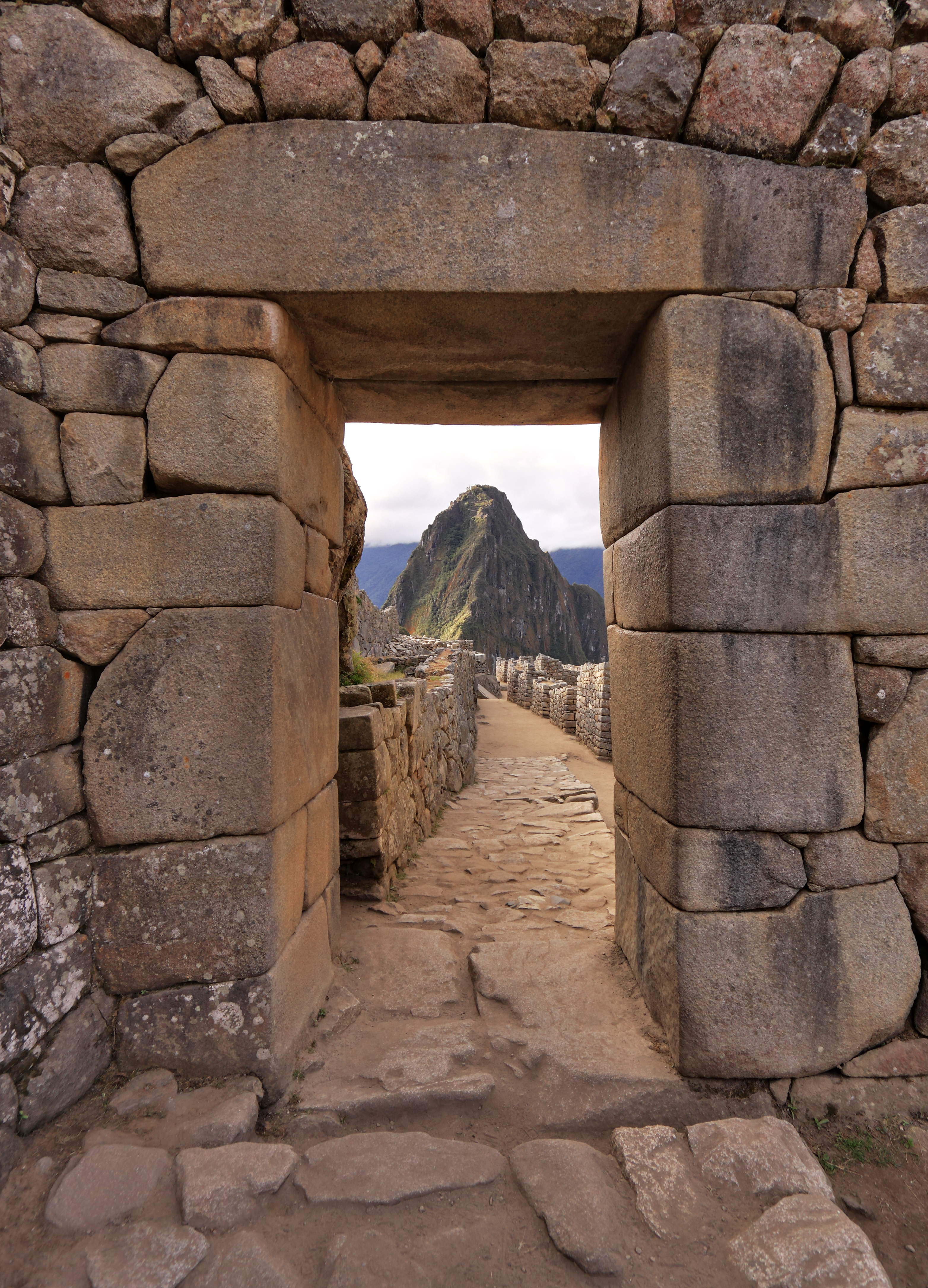
Entrada al sector urbà de Machu Picchu. Encara es conserven indicis d'una porta dins l'estructura.

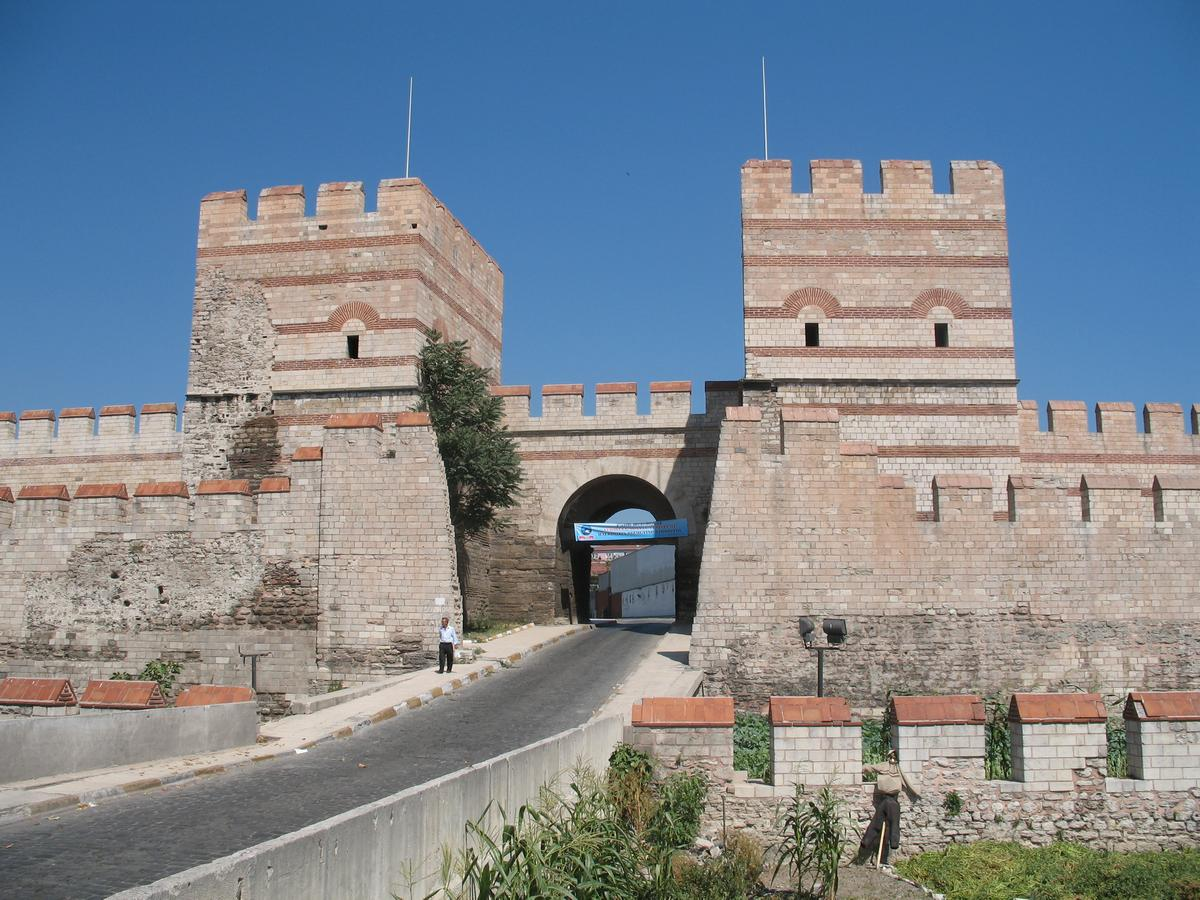
La segona porta militar de les muralles teodosianes de Constantinoble

Una porta de la ciutat és una porta que està o estava dins de la muralla d'una ciutat. Fins a l'Edat Moderna, la porta de la ciutat era l'únic lloc per on es podien travessar les muralles que envoltaven i protegien als ciutadans i els seus bens, aplegats a l'interior de la ciutat, contra els atacs dels seus enemics.
Les portes de la ciutat estaven sovint equipades amb un pont llevadís que permetia travessar una rasa que envoltava les muralles que protegien la ciutat. Els rastells de fusta o de ferro i les portes de roure sòlides proporcionaven una protecció addicional. Tanmateix, avui dia, a Alemanya i altres països, moltes «portes de ciutat» s'han convertit en l'emblema de la seva ciutat i tenen un rol altament turístic.
A finals del segle xviii, es van començar a construir portes de ciutat que no tenien funcions militars, per exemple: les portes de les duanes o les portes dels burots a Catalunya.

## Ús
Les portes de la ciutat es construïen tradicionalment per a servir com un punt d'entrada i sortida controlat d'una ciutat emmurallada per a persones, vehicles, béns i animals. Depenent del context històric han complert funcions relacionades amb defensa, seguretat, salut, comerç, impostos i representació, i estaven en conseqüència vigilades per autoritats militars o municipals. Les portes també s'usaven amb freqüència per mostrar diferents tipus d'informació pública com avisos, impostos, peatges, estàndards de mesures locals o textos legals. Podien estar molt fortificades, decorades amb escuts heràldics, escultures o inscripcions o ser usades per advertir o intimidar, per exemple mostrant els caps dels criminals o enemics públics decapitats.
Les portes de la ciutat, amb una forma o una altra, es poden trobar per tot el món en ciutats des de l'antiguitat fins al voltant del segle xix. Moltes ciutats tancaven les seves portes després d'un toc de queda cada nit, per exemple, Praga.
Quan van anar assolint més estabilitat i llibertat, moltes ciutats emmurallades van demolir les seves fortificacions, i amb elles les portes, però encara en sobreviuen bastantes pel seu interès històric tot i haver desaparegut l'objectiu inicial de la seguretat. Moltes portes han estat reconstruïdes o restaurades i, fins itot, se n'han construït de noves per tal de millorar l'aparença de la ciutat, com la de Bab Bou Jalous a Fes. En el passat i sense respectar el seu interès històric, algunes portes de ciutats amb alt nivell de trànsit, van estar amenaçades d'enderrocament pel fet que impedien un flux de trànsit necessari en certs llocs, per exemple la del Temple Bar a Londres, que va ser demolida al segle xviii.

## Claus de la ciutat

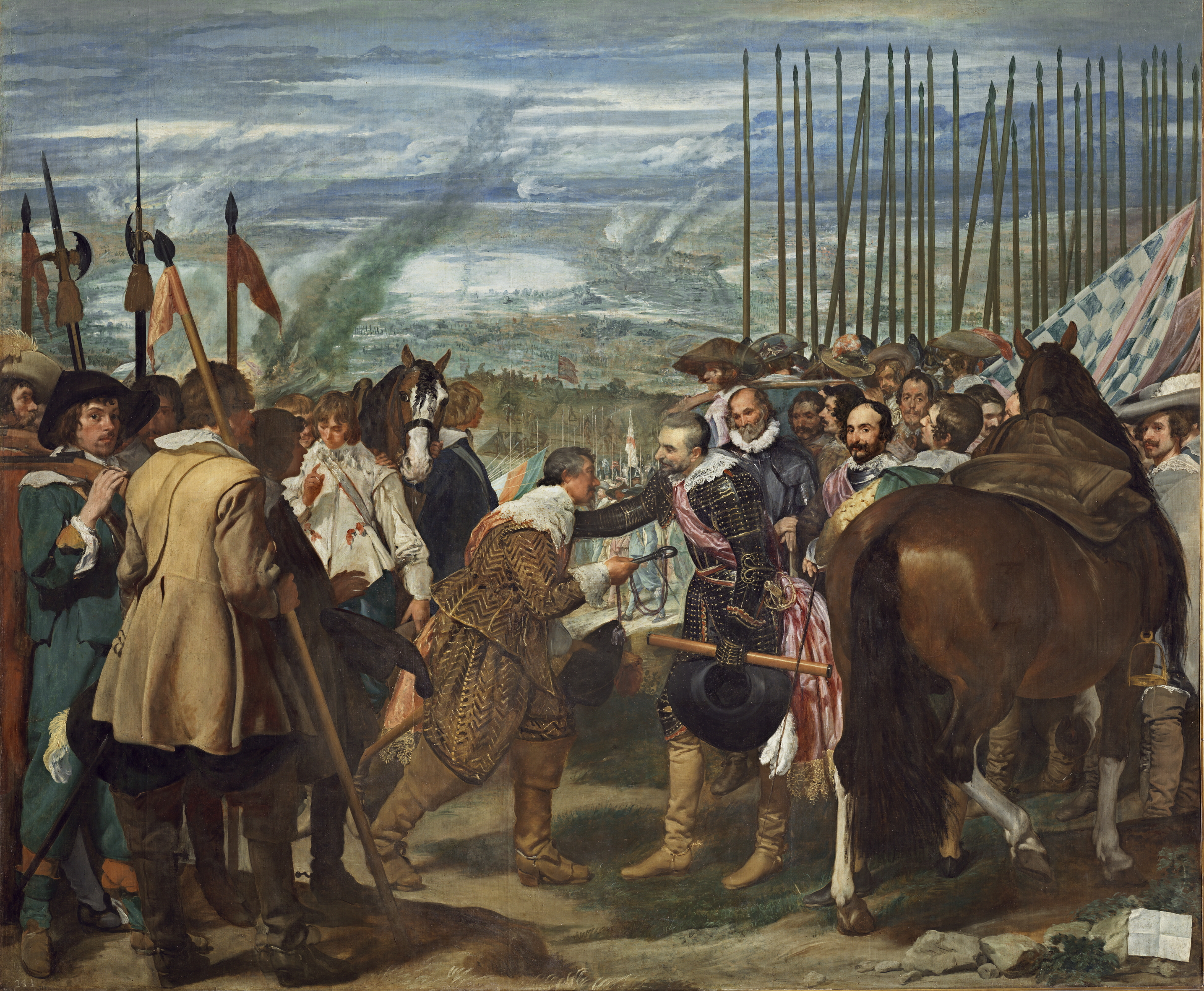
La rendició de Breda al Museu del Prado -Nassau lliura la clau de Breda-

Tot i que en algun moment, haguessin existit físicament unes claus que permetessin tancar i obrir les portes de la ciutat, no eren l'únic mitjà que servia per tancar-les, atès que òbviament tenien algun tipus de barralleva, com a reforç del tancament. hi ha documentació de que "el lliurament de les claus de la ciutat" es va utilitzar com acte simbòlic en alguns casos de rendició, o fins i tot avui dia, ha pogut romandre com un acte honorífic cap a certes persones importants en ser rebudes per les autoritats d'una ciutat determinada.
Entre molts altres casos menys coneguts un cas famós és el del lliurament de les claus de la ciutat de Breda en el quadre de les llances de Velázquez. En el quadre els dos protagonistes estan situats al centre de l'escena representant l'acte de rendició. Justino de Nassau apareix amb les claus de Breda a la mà i fa el gest d'agenollar-se, acció que rebutja el seu contrincant, i de manera respectuosa li posa una mà sobre l'espatlla per impedir-li el gest. Representa el general Spínola amb un gran realisme, com també representa amb gran realisme els soldats holandesos que es mostren en desordre contrastant amb les llances verticals en formació dels soldats espanyols victoriosos.

## Exemples de portes de la ciutat

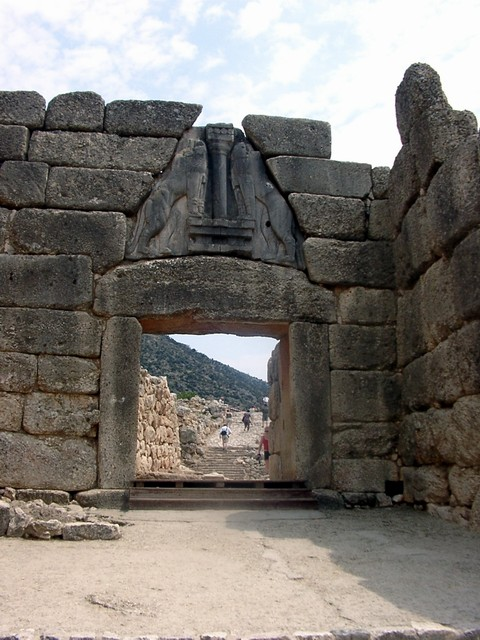
Porta dels Lleons a Micenes,

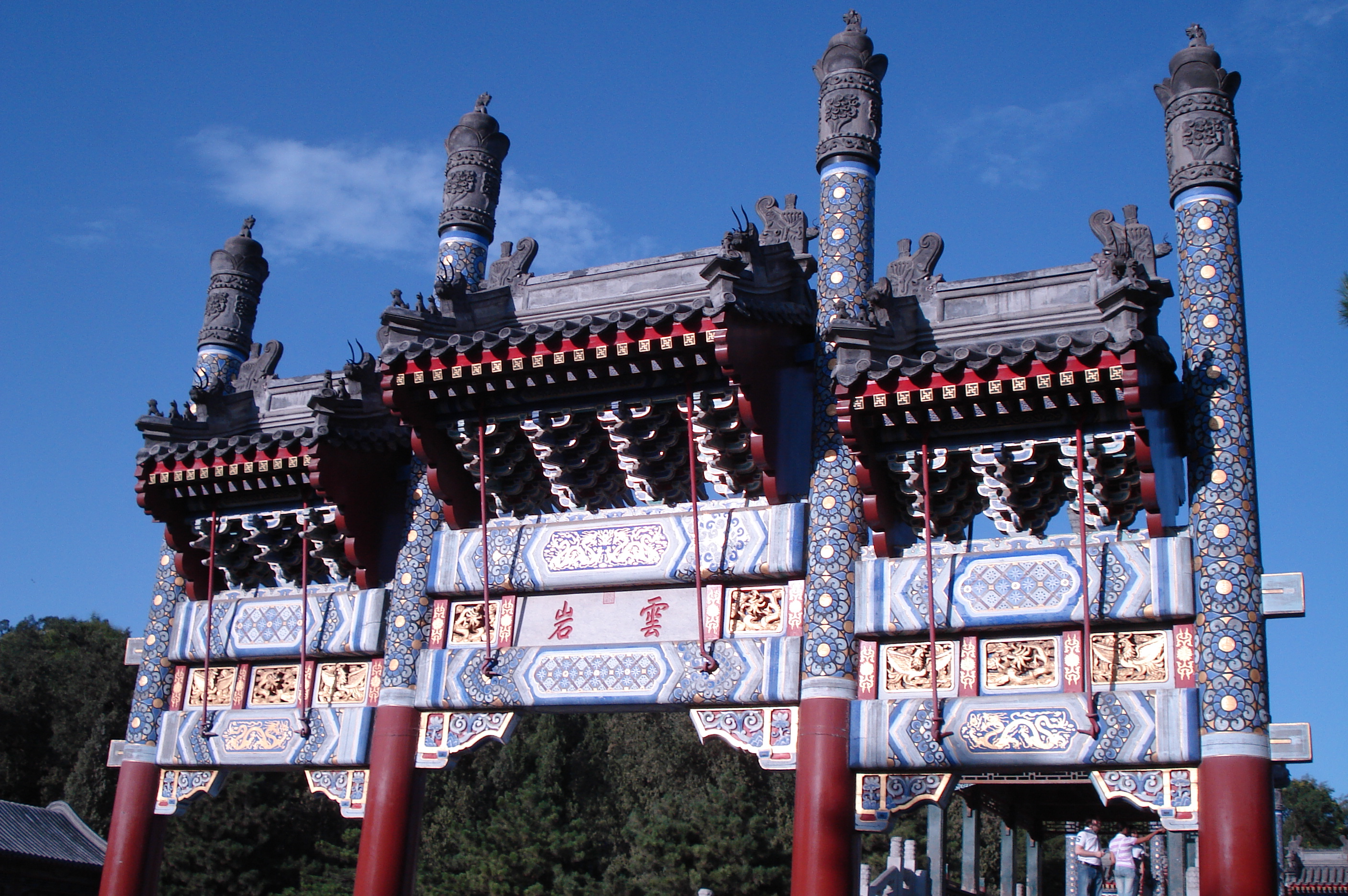
Paifang del Palau d'Estiu, Pekin

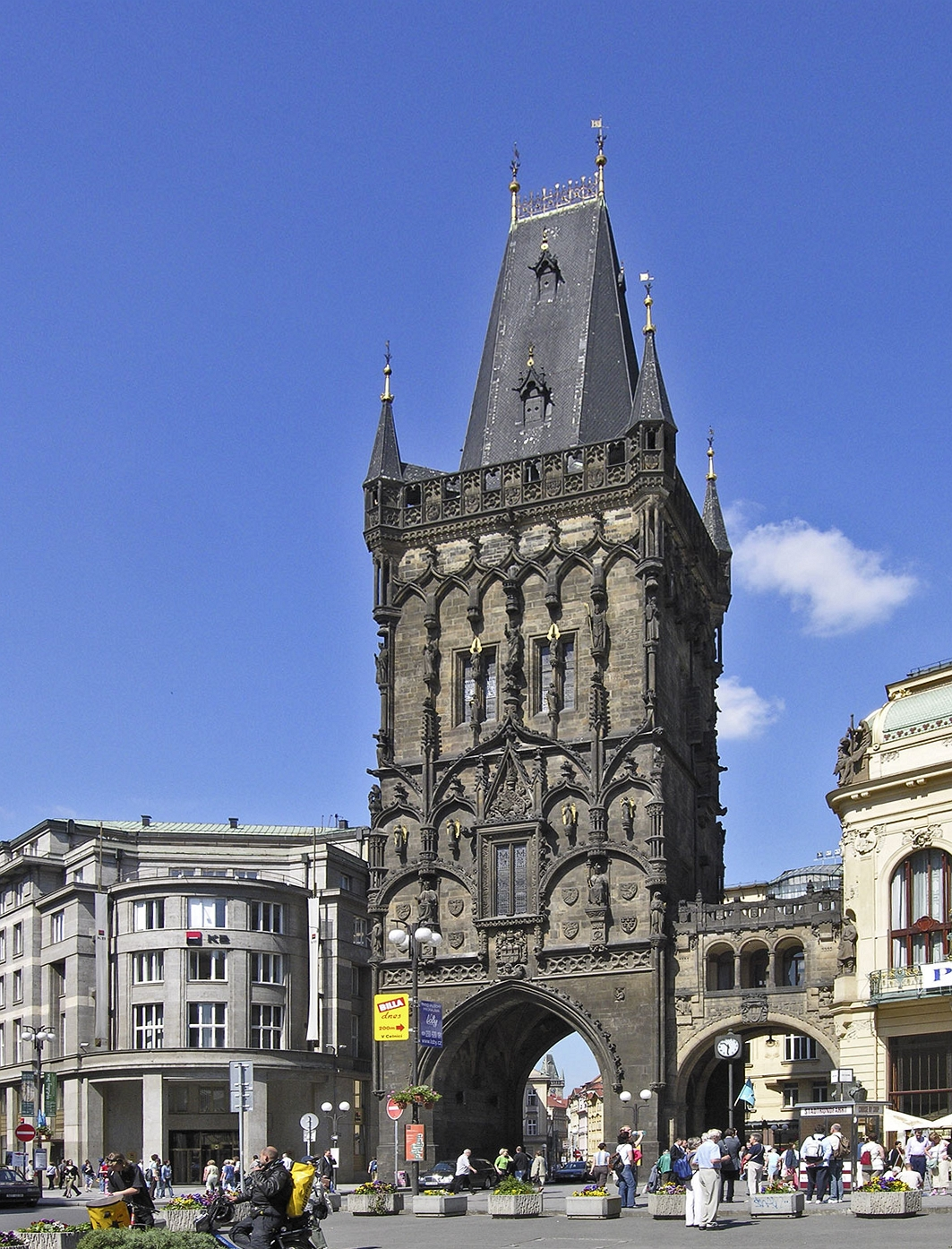
Torre de la Pólvora (Praga)

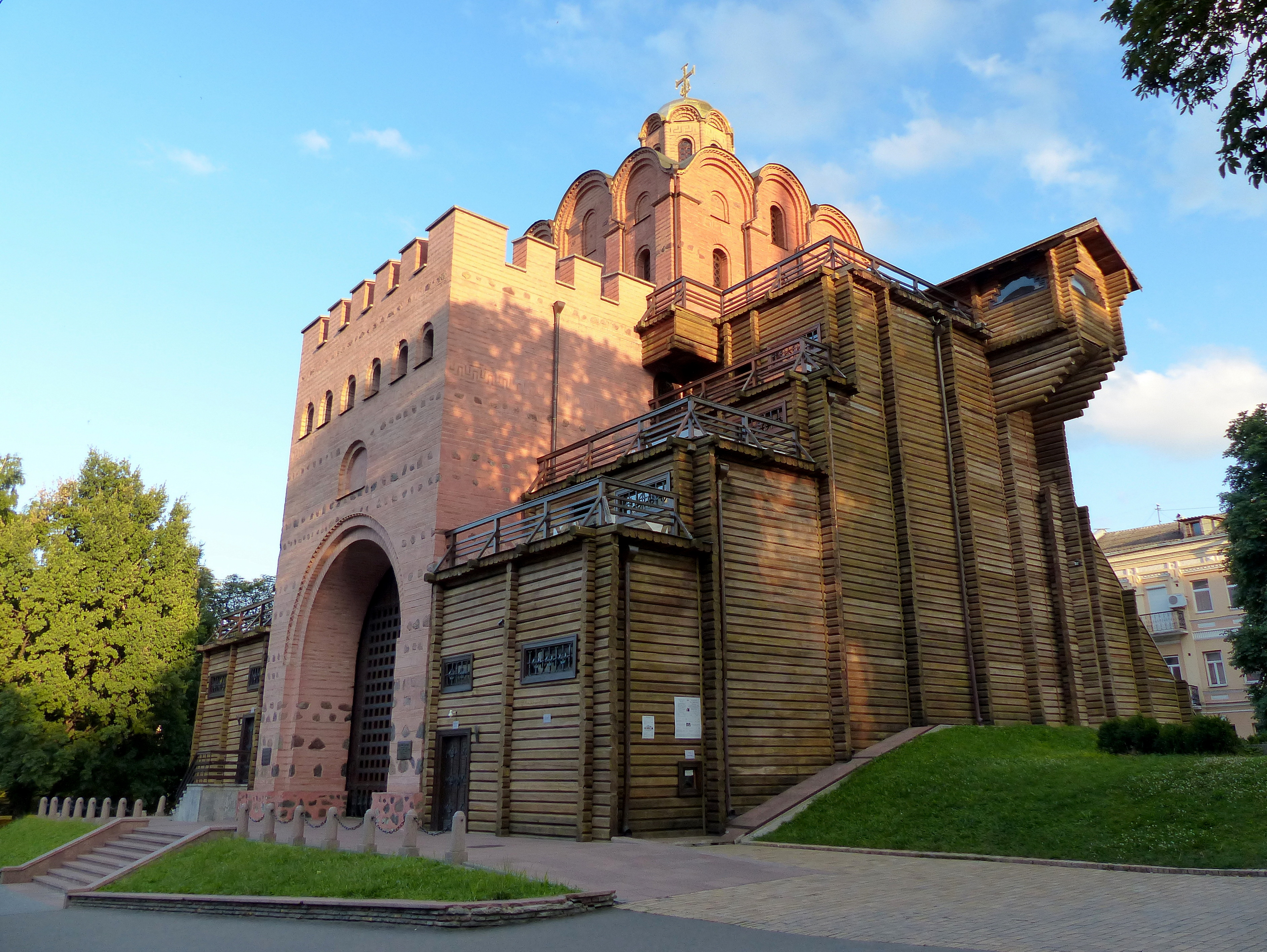
Porta Àuria de Kíev

### Món antic
- Mesopotàmia: Porta d'Ixtar, Babilònia

### Àfrica
- Egipte: Portes del Caire
- el Marroc: Bab Agnaou a Marràqueix

### Àsia
- Xina: Zhengyangmen i Deshengmen a Pequín
- Xina: Porta de la Xina a Nanquín
- Xina: Porta de Jianshui
- Índia: Porta de l'Índia a Bombai
- Índia: Ciutat emmurallada de Jaipur a Jaipur
- Índia: Ciutat emmurallada de Kota a Kota
- Israel: Portes de la Ciutat Vella de Jerusalem
- Japó: Rashōmon, Kyoto
- Macau: Portes do Volto
- Pakistan: Ciutat emmurallada de Lahore
- Corea del Sud: Portes de Seül, incloses Namdaemun i Dongdaemun
- Taiwan: Porta nord de Taipei
- Iemen: Bab al Iemen a Sanà

### Europa
- Croàcia: Dubrovnik
- Grècia: Porta dels Lleons a Micenes, segle xiii aC
- Malta: Porta de la Ciutat, Valletta
- República Txeca: Porta de la Pólvora a Praga
- Rússia: Porta Ibèrica a Moscou
- Rússia: Porta Àuria a Vladímir
- Suïssa: Les portes de les muralles de Basilea
- Turquia: Les nombroses portes a les Muralles de Constantinoble a Istanbul
- Ucraïna: Zoloti Vorota a Kíev

#### Alemanya
- Eigelsteintor, Hahnentor, Ulrepforte i Severinstor a Colònia
- Porta de Brandenburg a Berlín
- Holstentor o porta de Holsten, a Lübeck
- Porta Nigra a Trèveris
- Porta Antiga a Espira
- Steintor a Rostock
- Rotes Tor, Wertachbrucker Tor, Vogeltor i Fünfgratturm a Augsburg
- Isartor, Sendlinger Tor, Karlstor i Propylaën a Múnic
- Martinstor i Schwabentor a Friburg de Brisgòvia
- Porta de l'Est, a Ratisbona

Alemanya
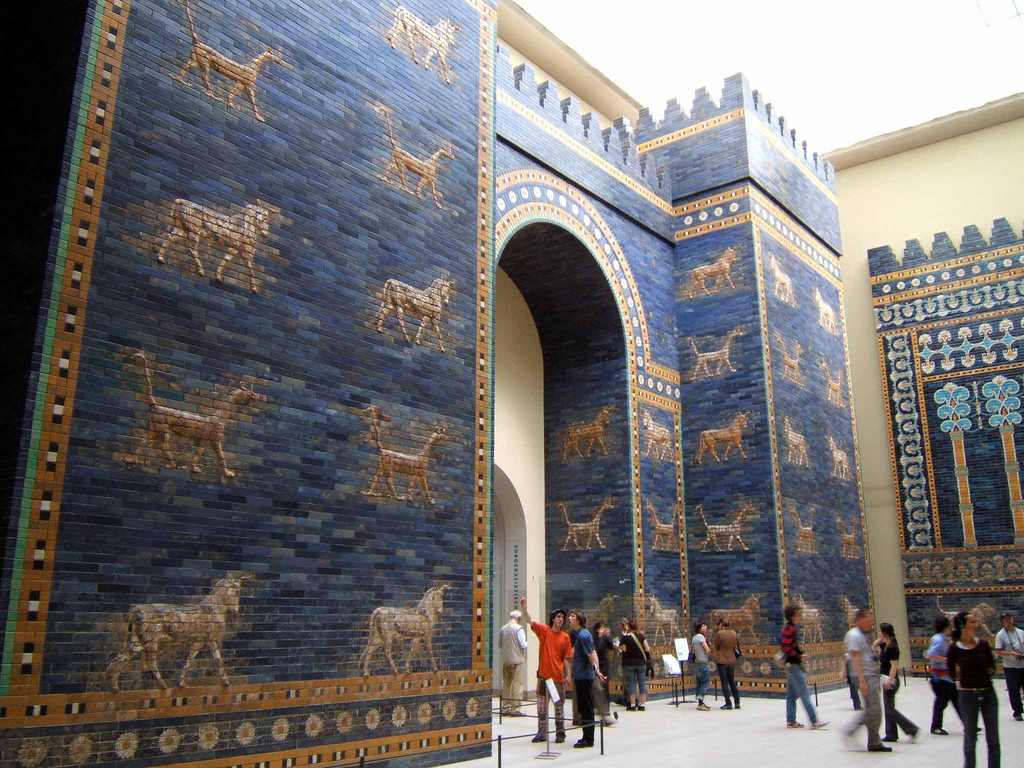
La Porta d'Ixtar al Museu de Pèrgam de Berlín
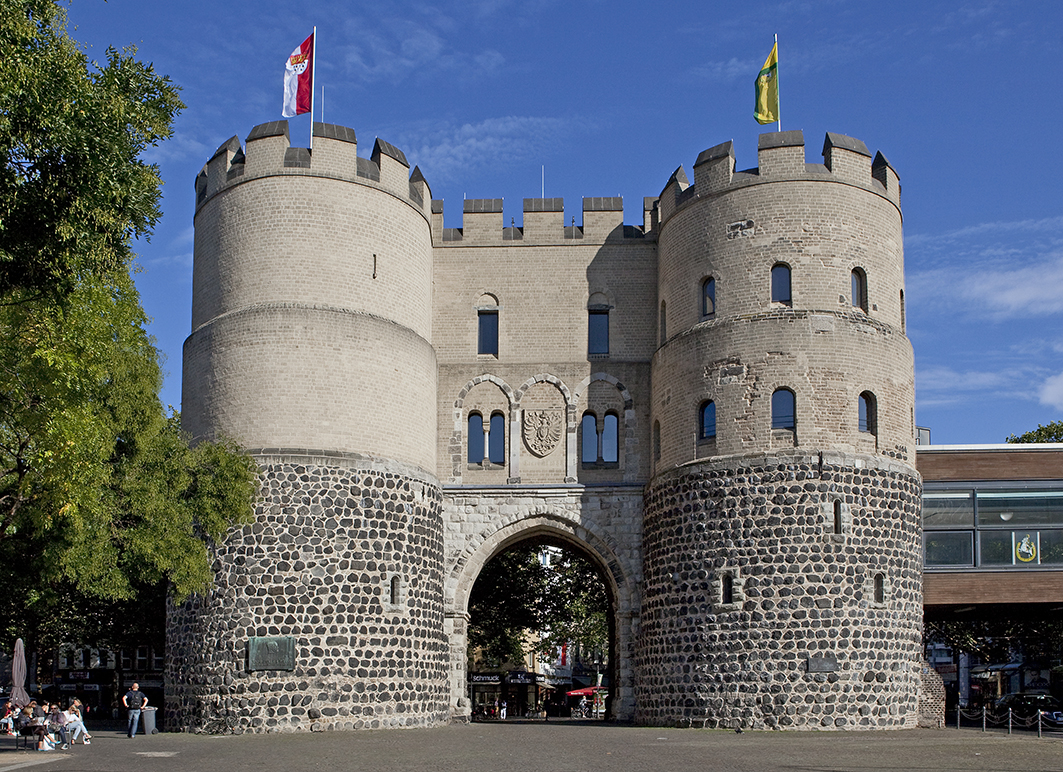
Hahnentor a Rudolfplatz, Colònia
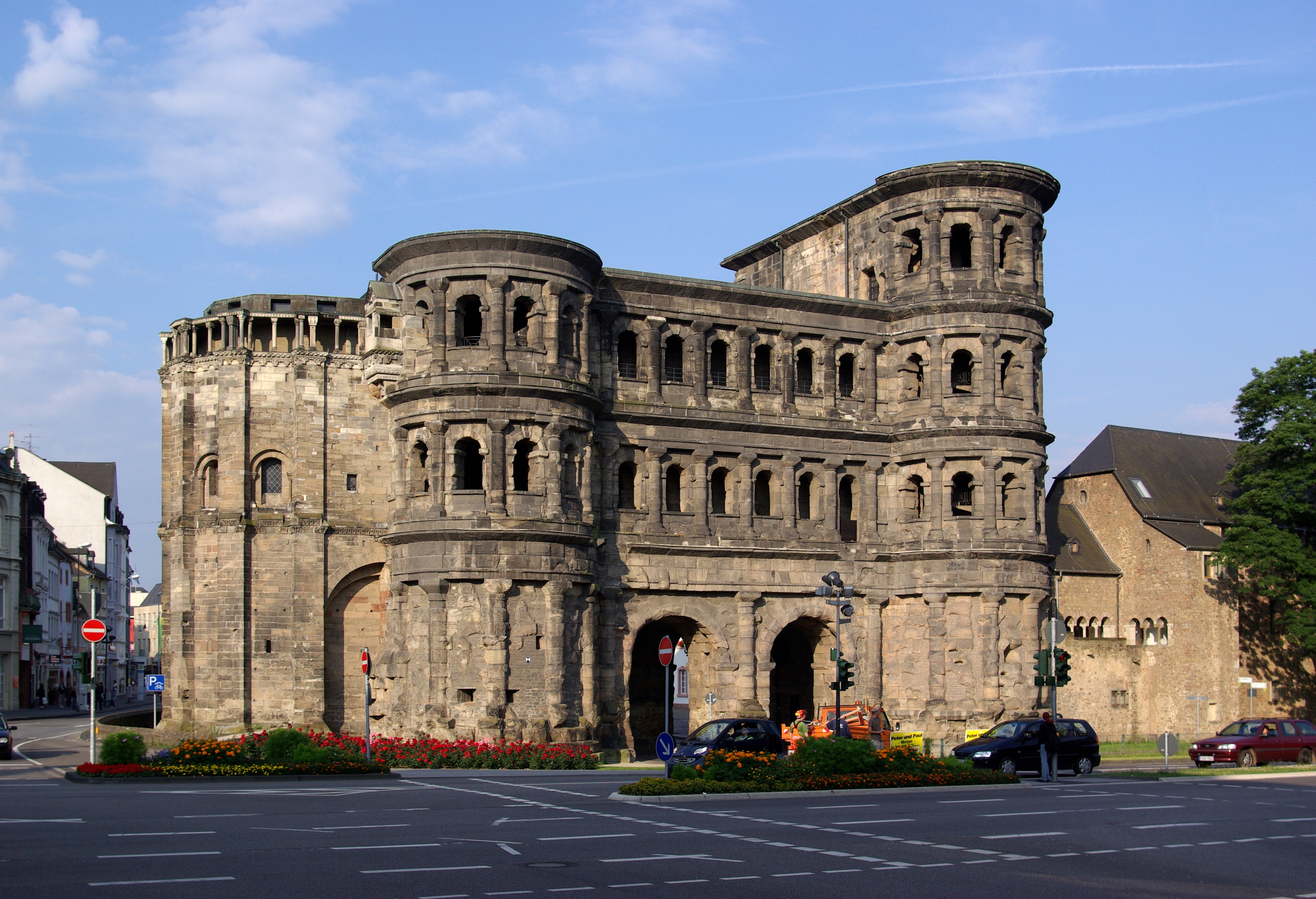
Porta Nigra a Trèveris
Holstentor, a Lübeck
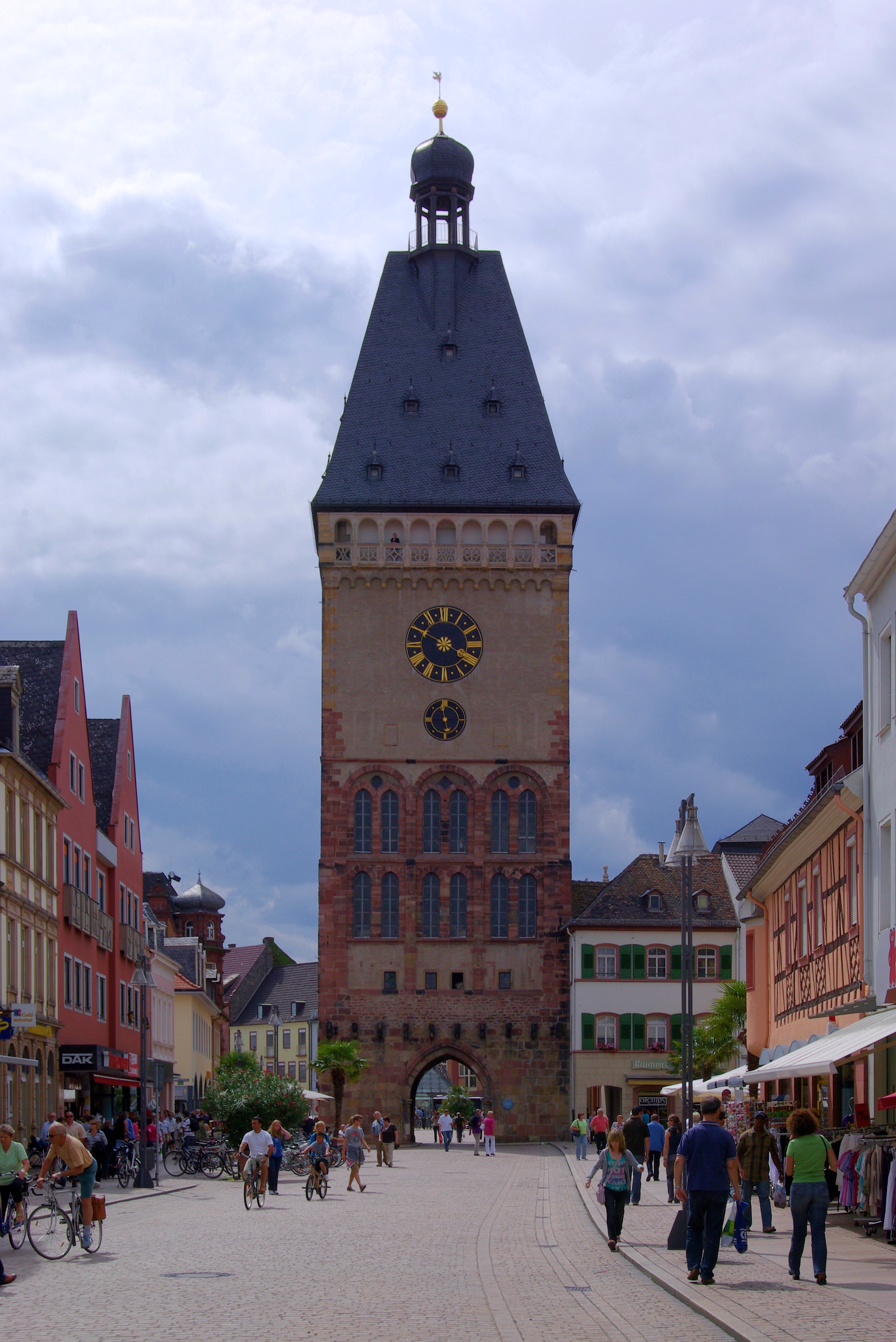
Porta Antiga a Espira
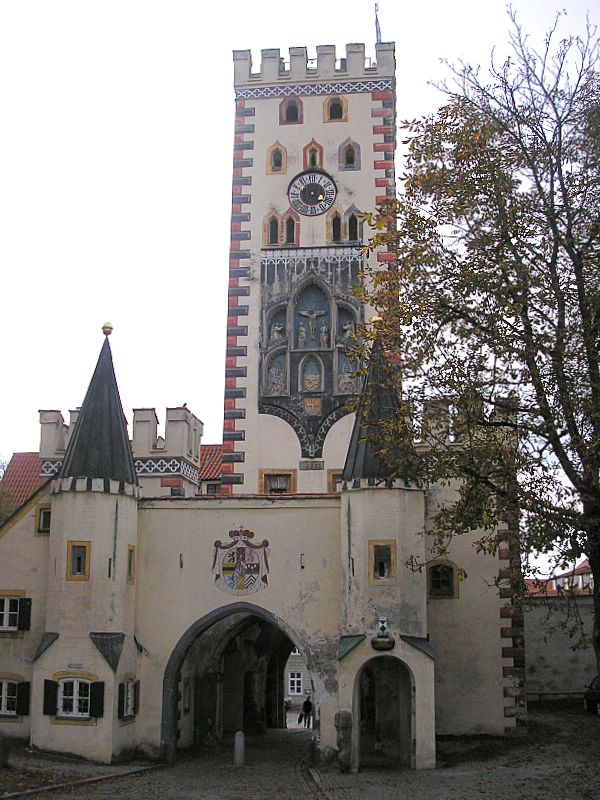
Das spätgotische Bayertor in Landsberg am Lech

#### Bèlgica
- les portes que sobreviuen de Bruges: Kruispoort, Gentpoort, Smedepoort, Ezelpoort
- Brusselpoort a Malines
- Waterpoort a Anvers
- Porta de Trobi a Brussel·les

Bèlgica
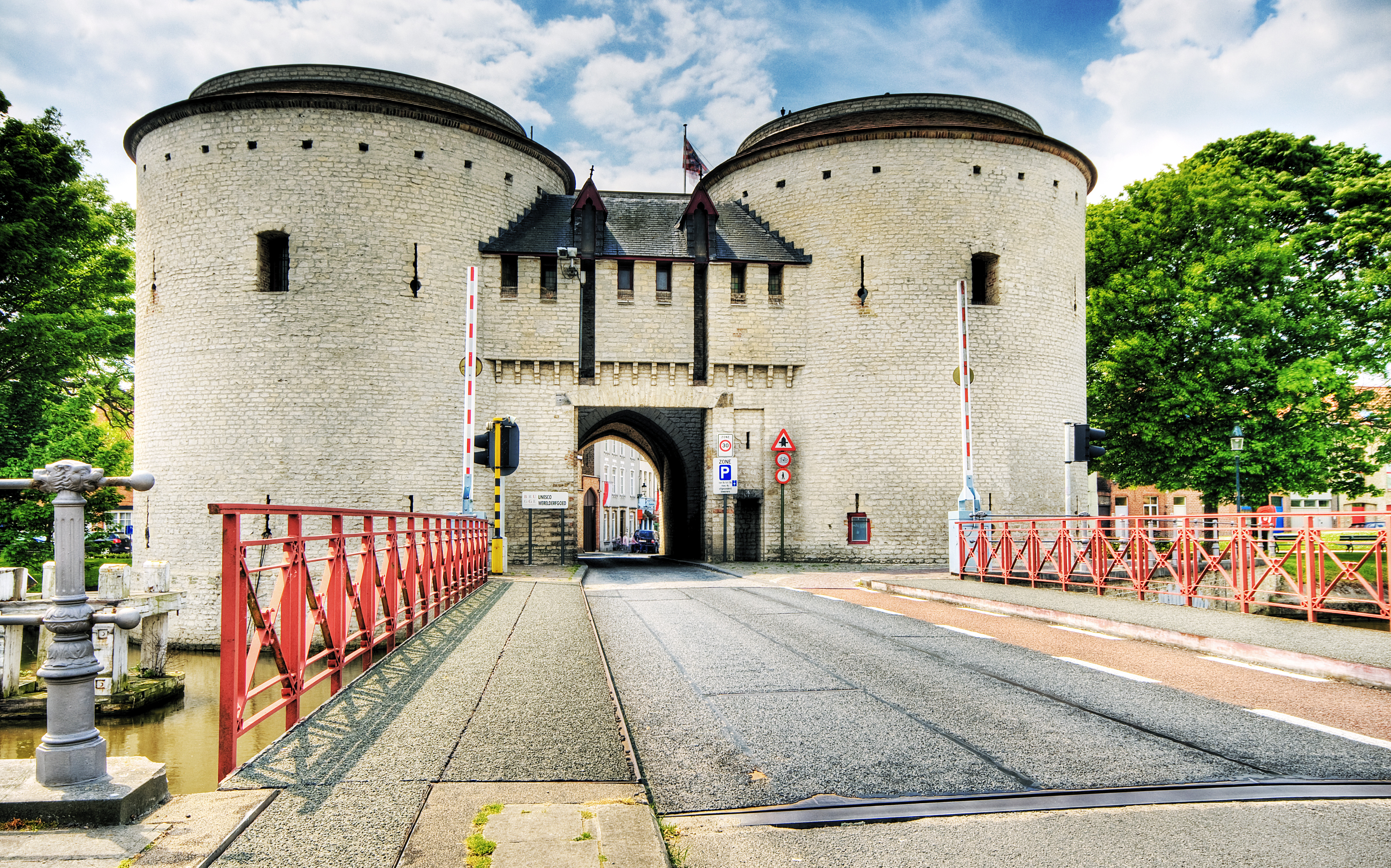
La porte Sainte-Croix a Bruixes
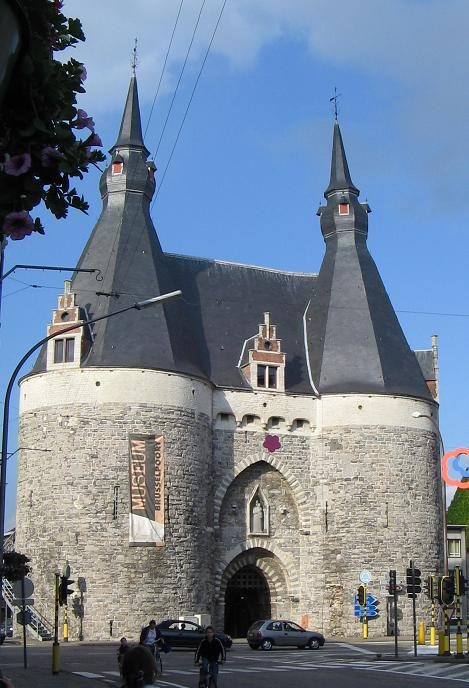
Brusselpoort a Malinas
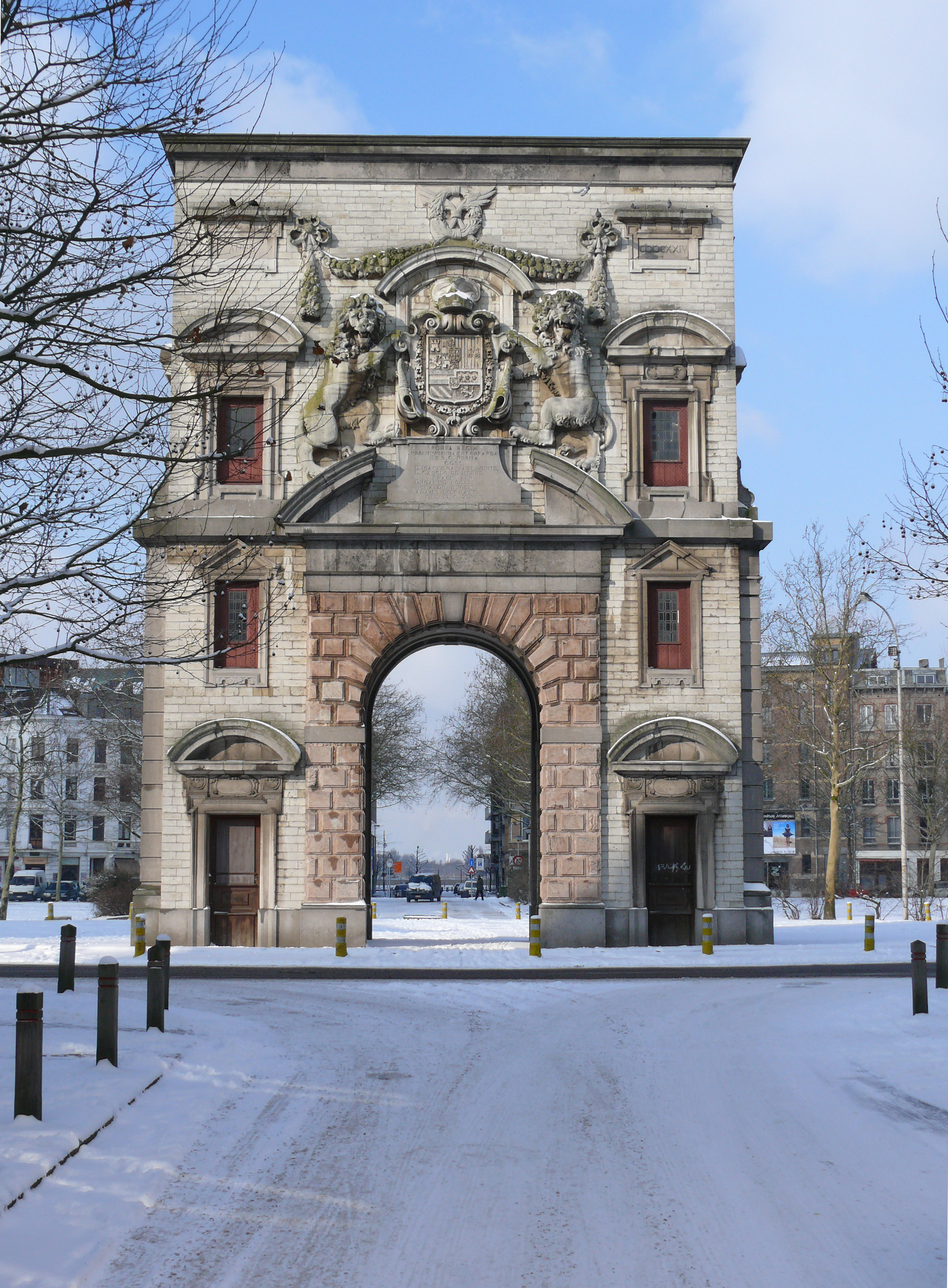
Waterpoort a Anvers
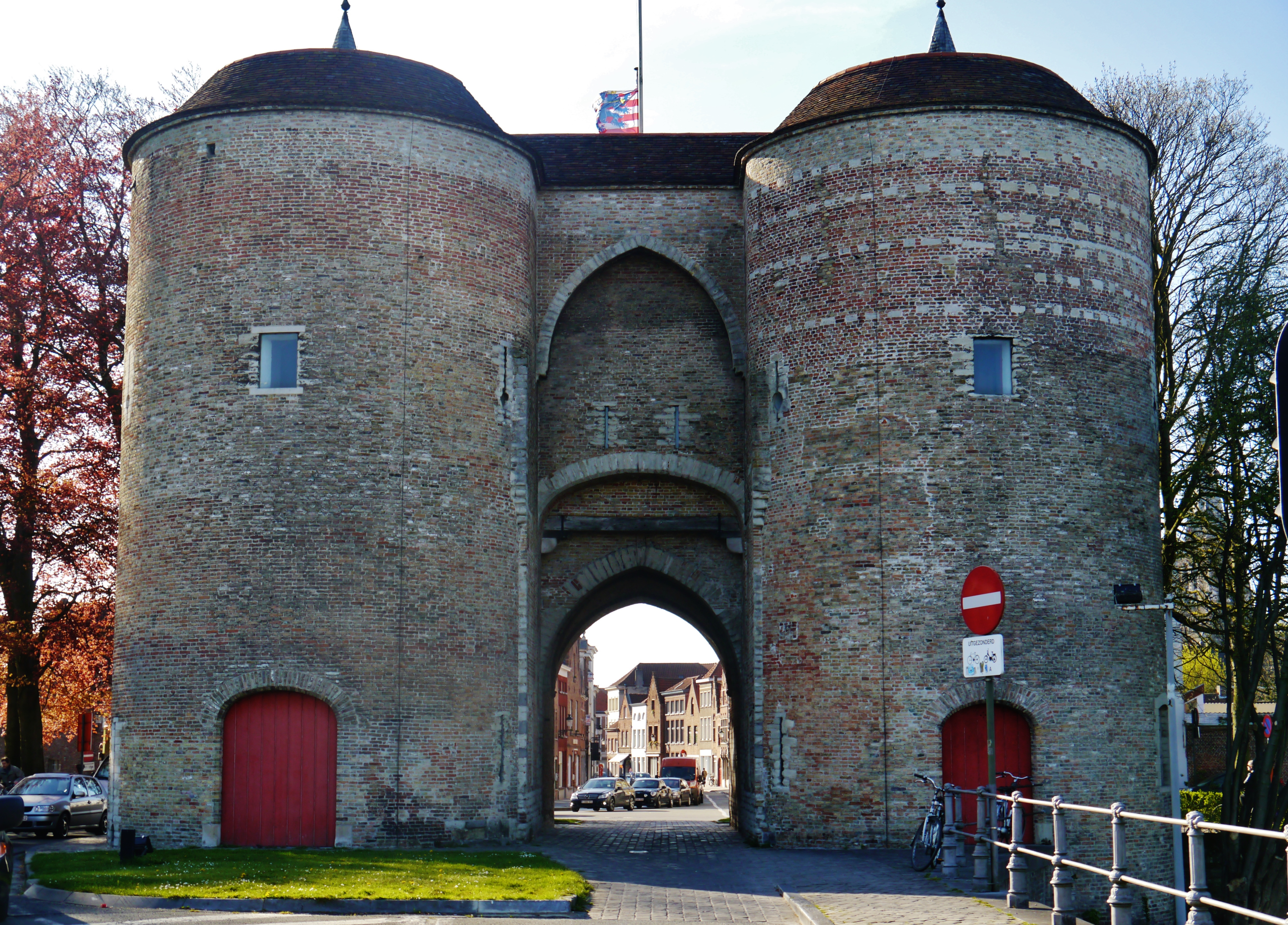
Porta de gante a Bruixes
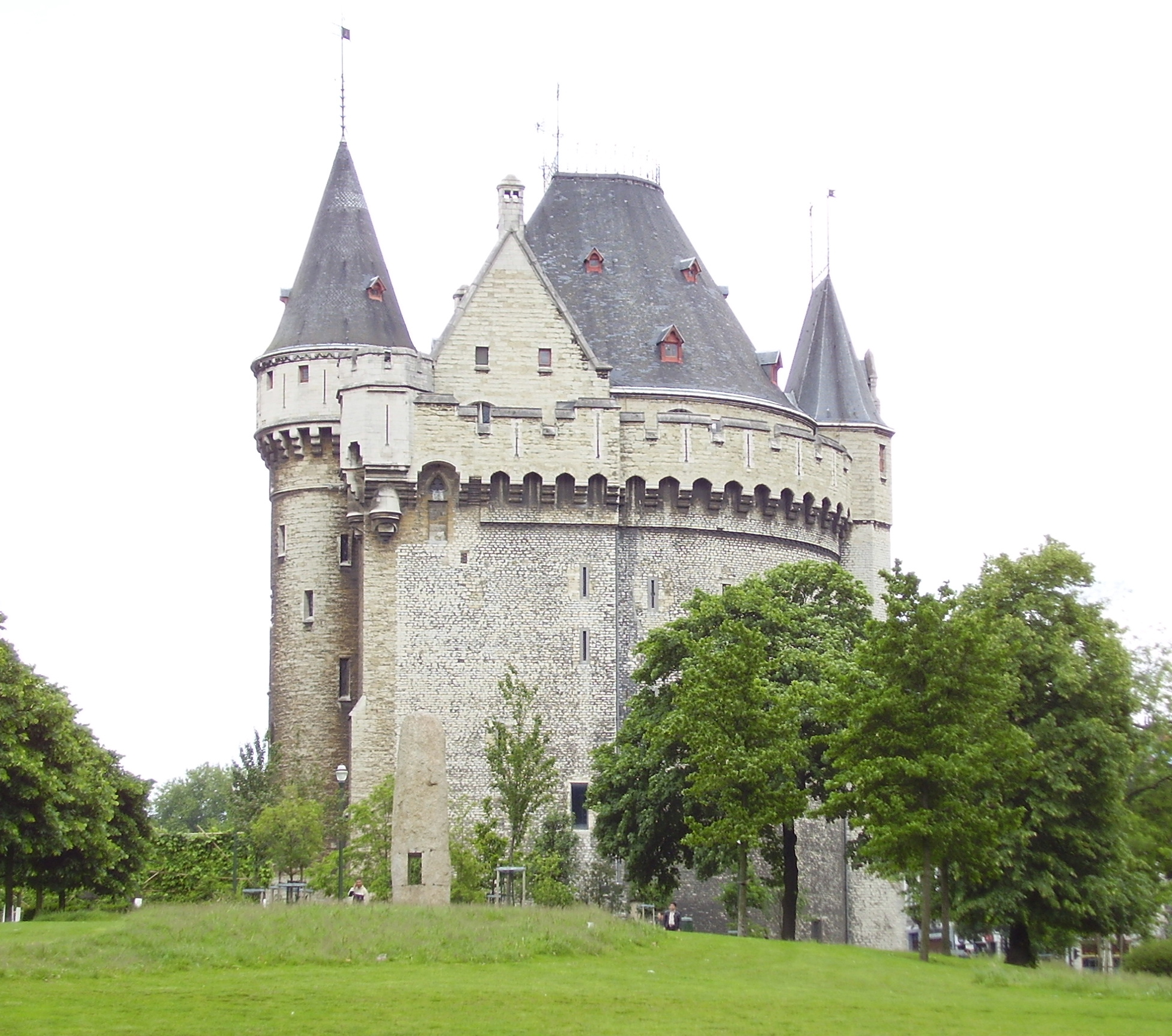
Porta de Hal a Brussel·les

#### Espanya
- Porta d'Alcalá a Madrid
- Porta de Bisagra a Toledo
- Arc de Santa María a Burgos
- Porta dels Serrans a València
- Porta Baixa a Daroca
- Porta de Sant Andrés, a Segòvia

Espanya
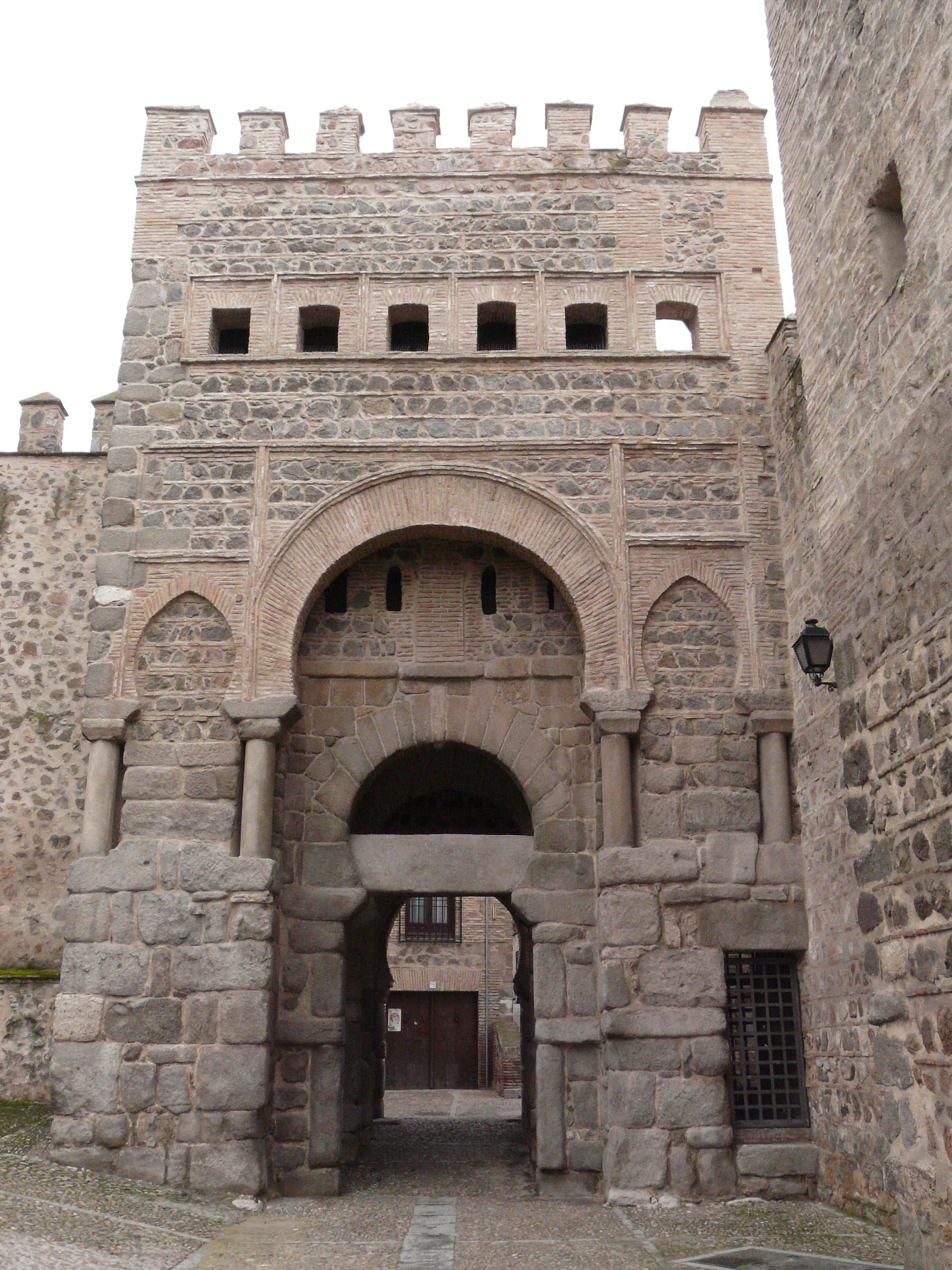
Porta de Frontissa a Toledo
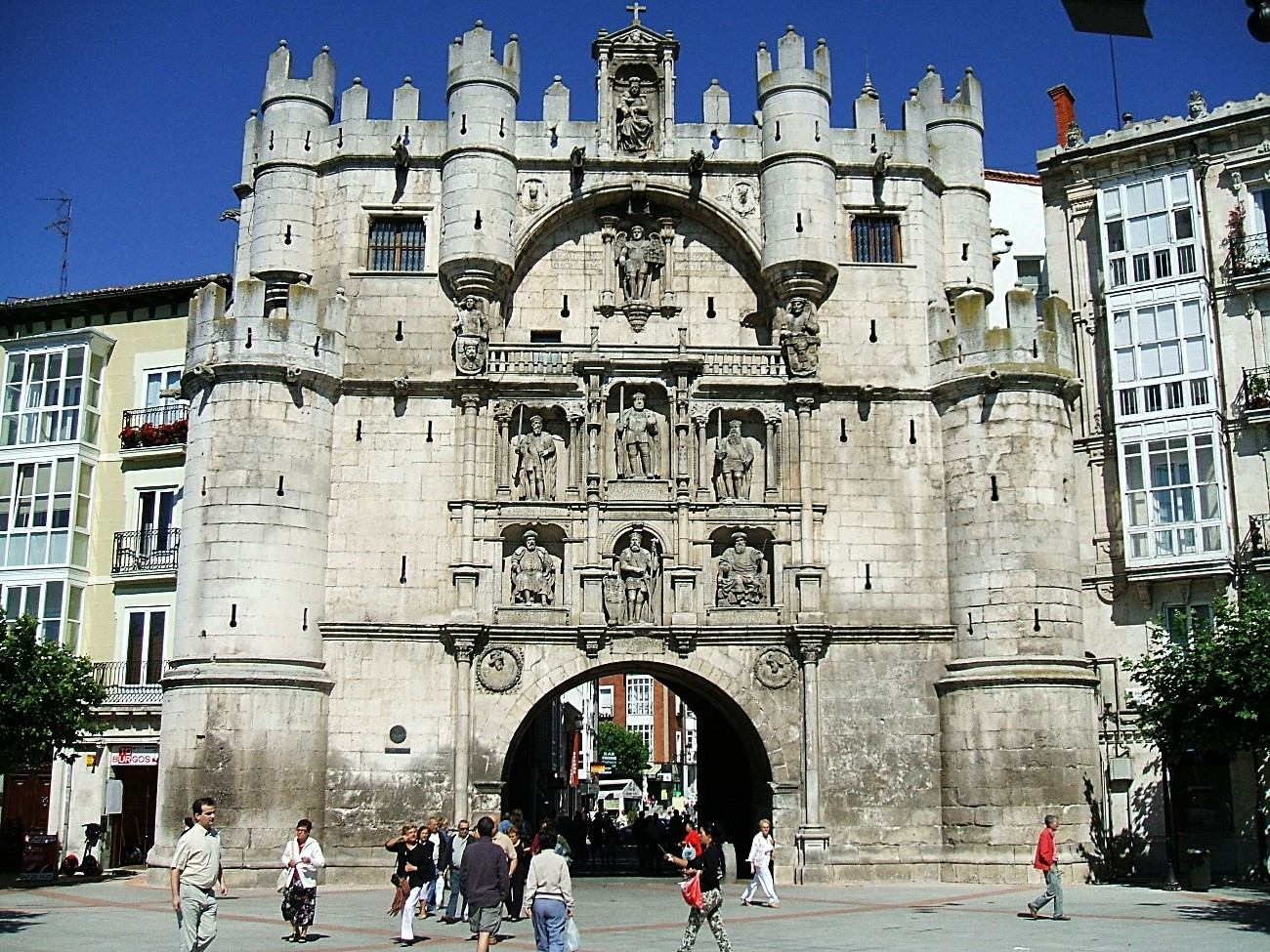
Arc de Santa María a Burgos
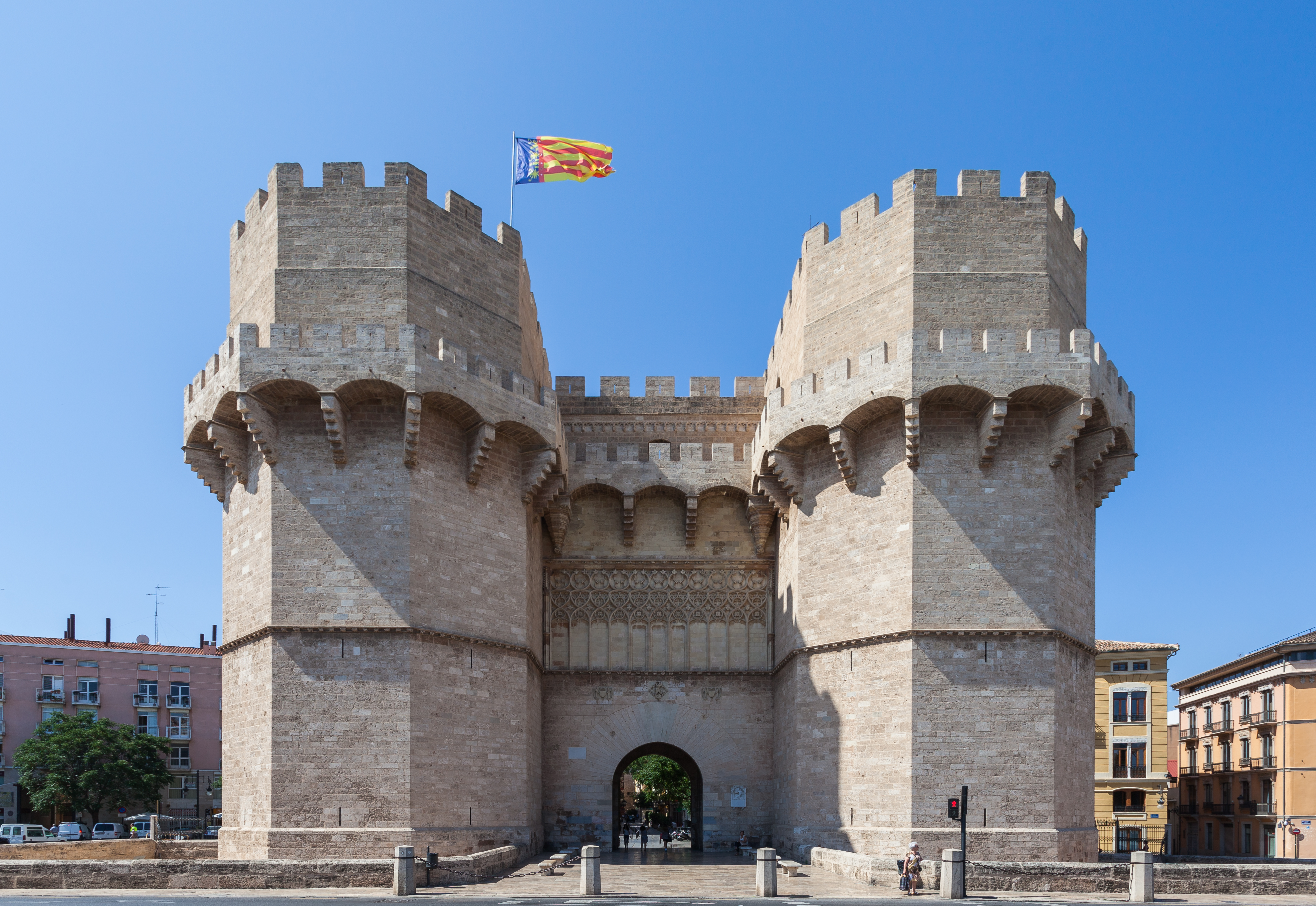
Torres de Serrans a València
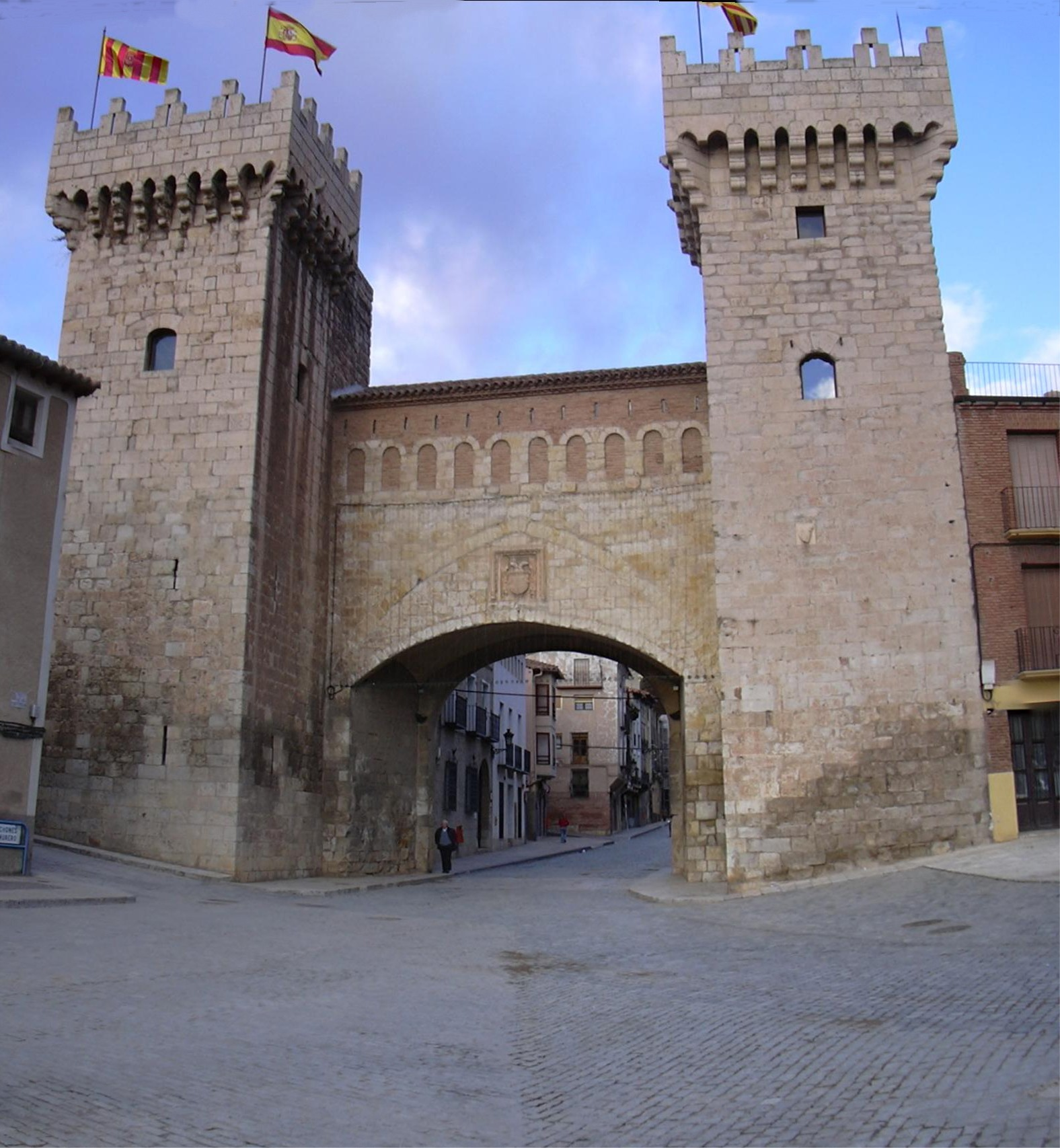
Porta Baixa a Daroca
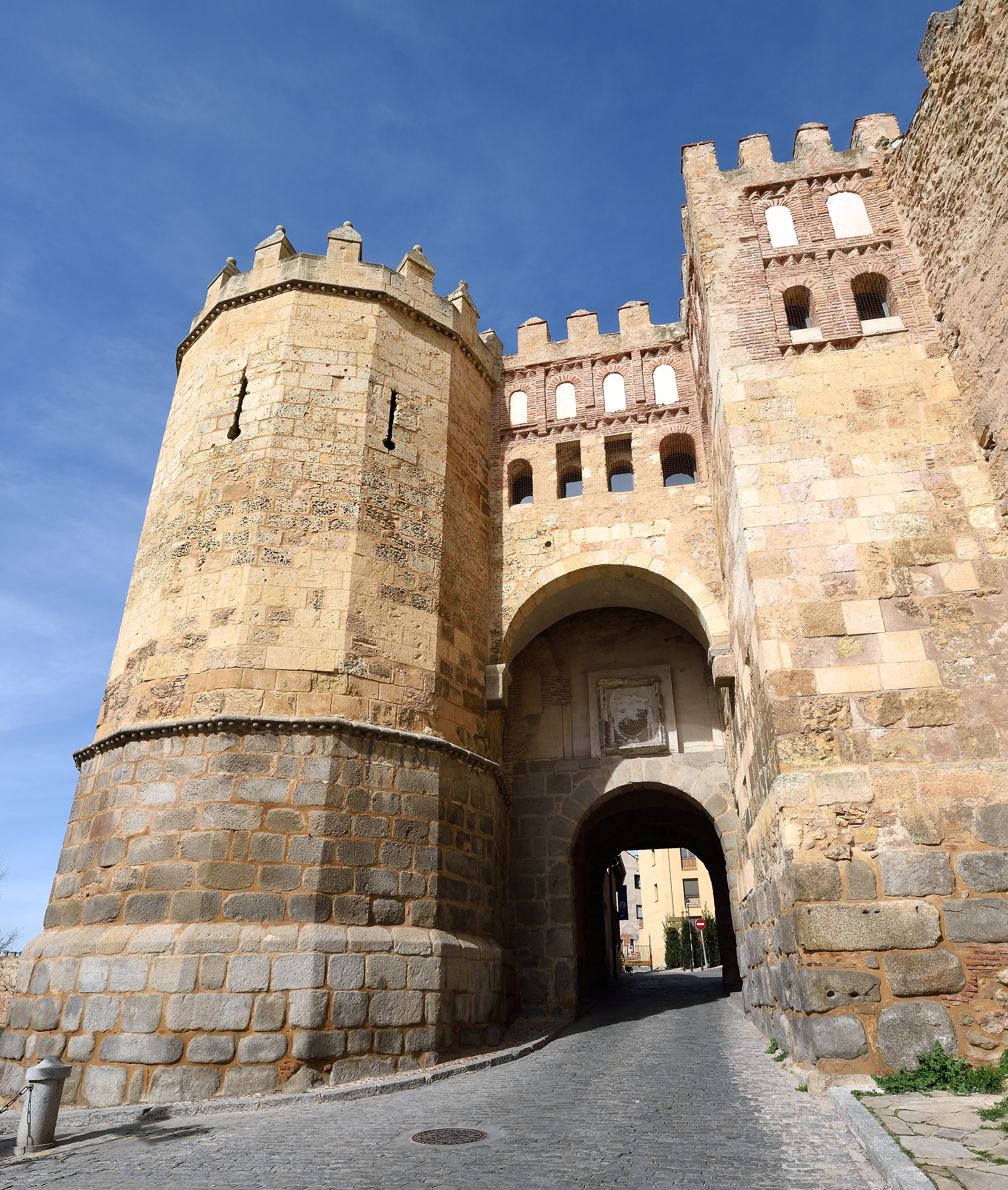
Porta de Sant Andrés, a Segòvia

#### França
- Porta de Joigny i porta de Sens a Villeneuve-sur-Yonne
- Porta de la Craffe a Nancy
- Porta des Allemands a Metz
- Porte Saint-Denis i Porte Saint-Martin a París
- Port Mars a Reims
- Porta Cailhau a Bordeus
- Porta de la Grosse-Horloge a La Rochelle

França
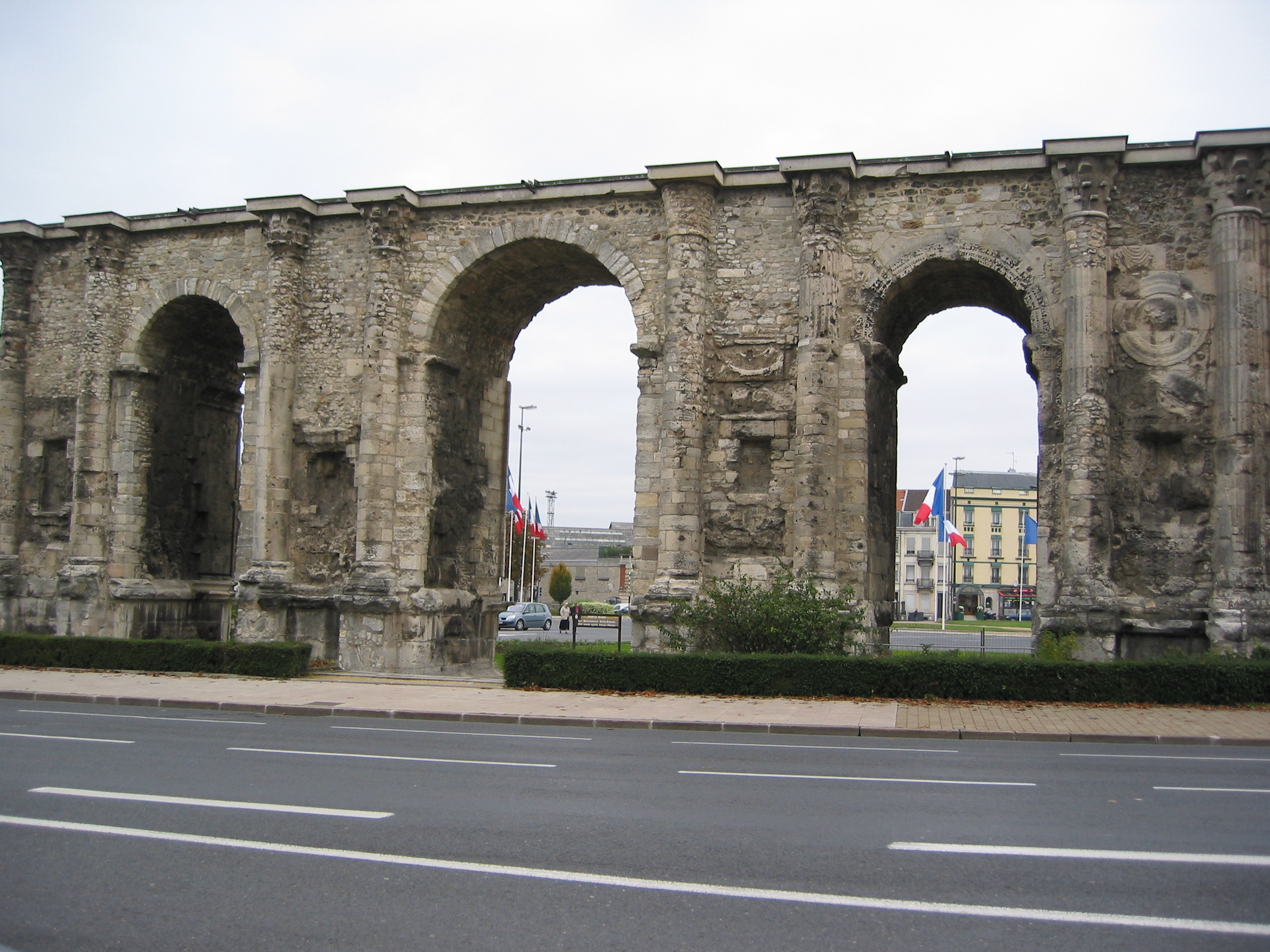
La porta de Mars a Reims, l'arc més ample del món romà conegut
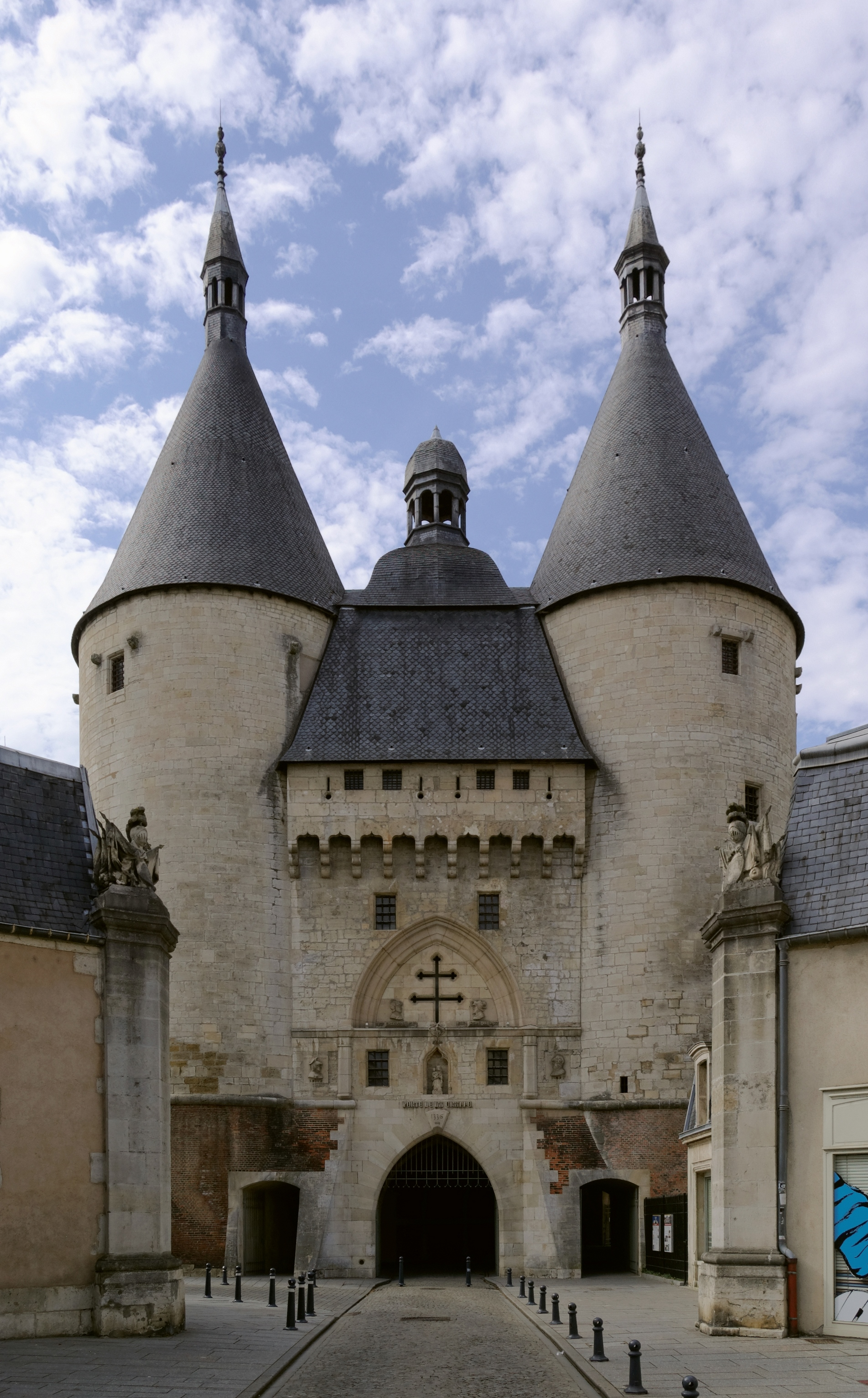
La porta de la Craffe de Nancy
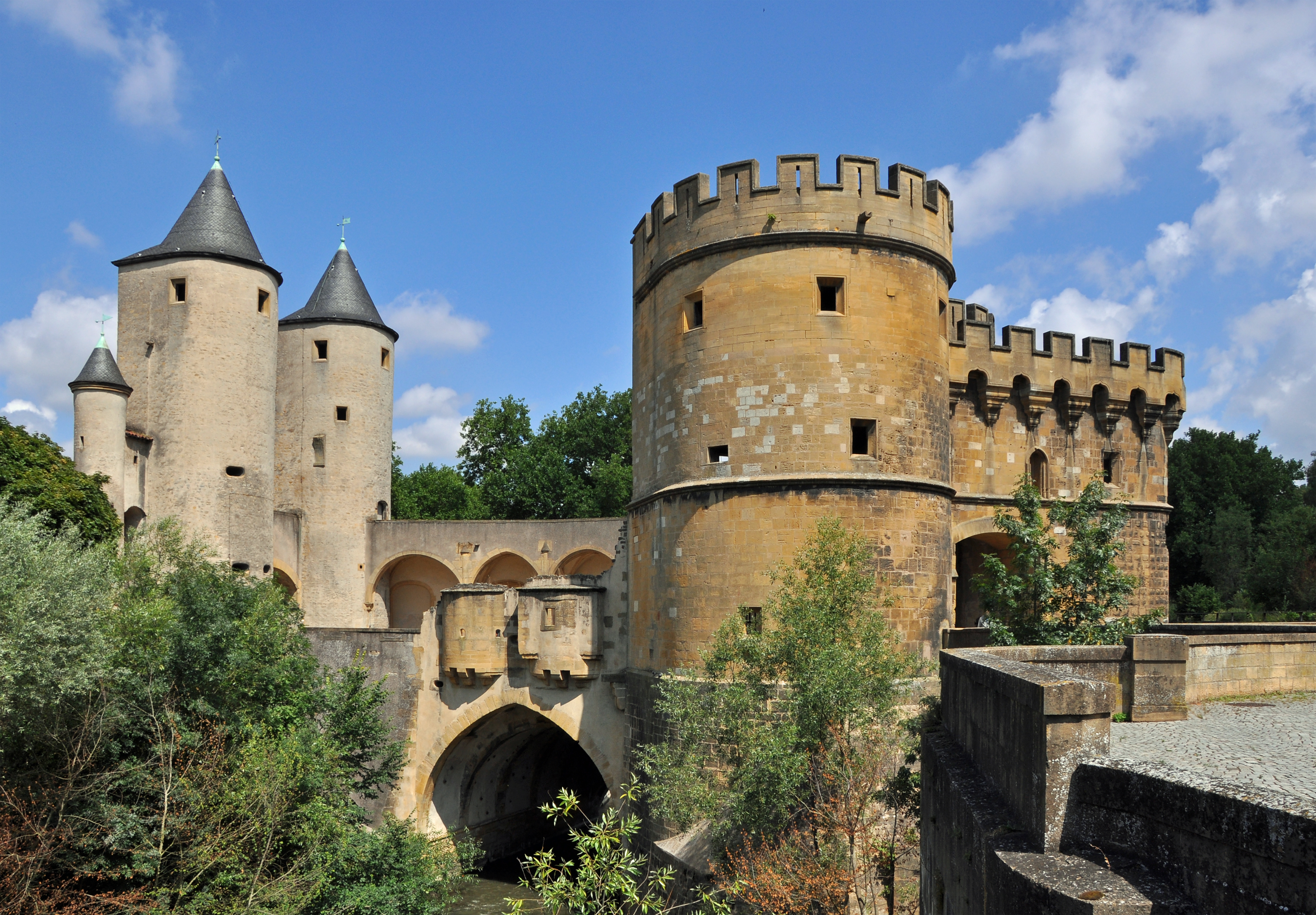
La porta dels Alemanys de Metz
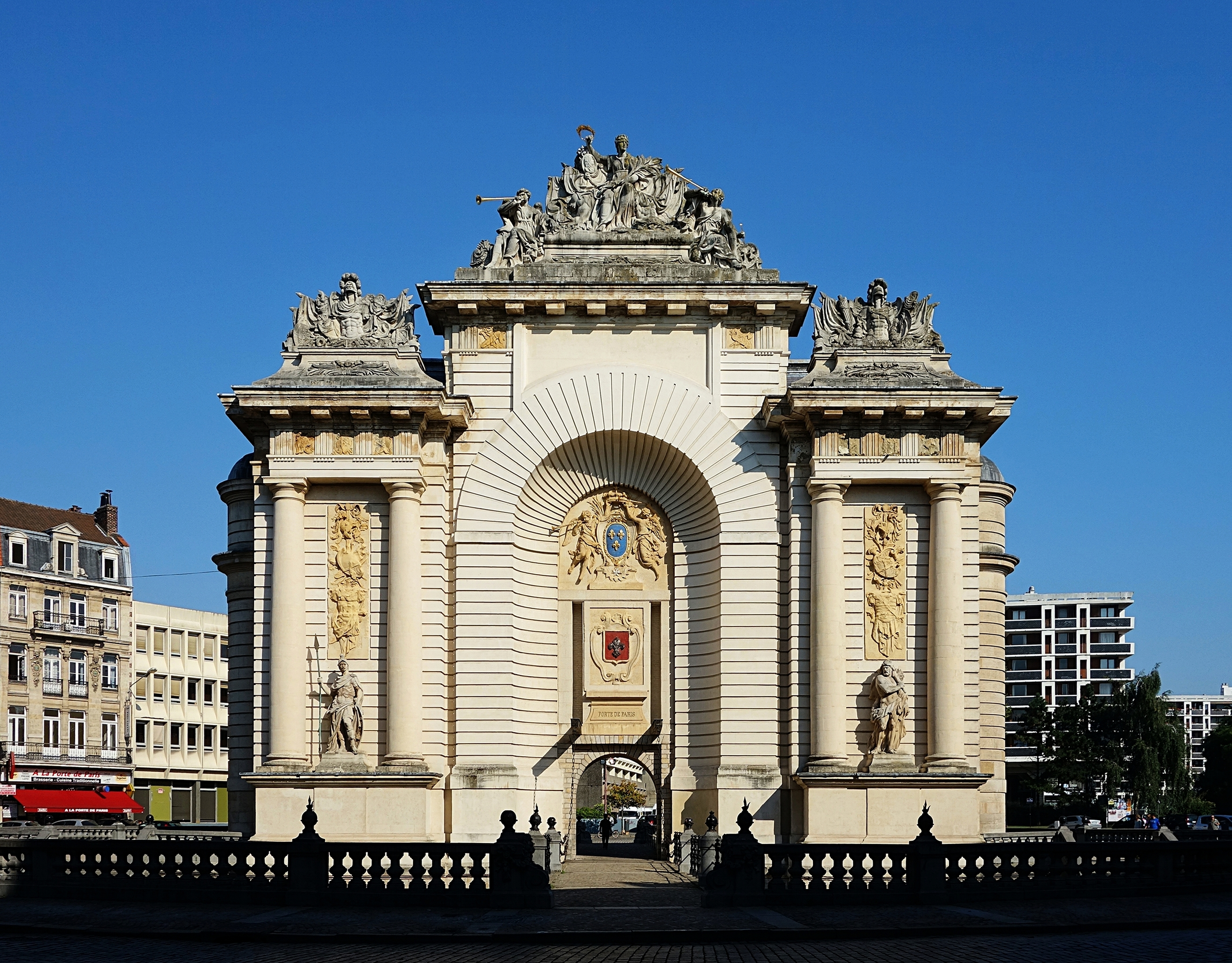
La porta de Paris de Lille
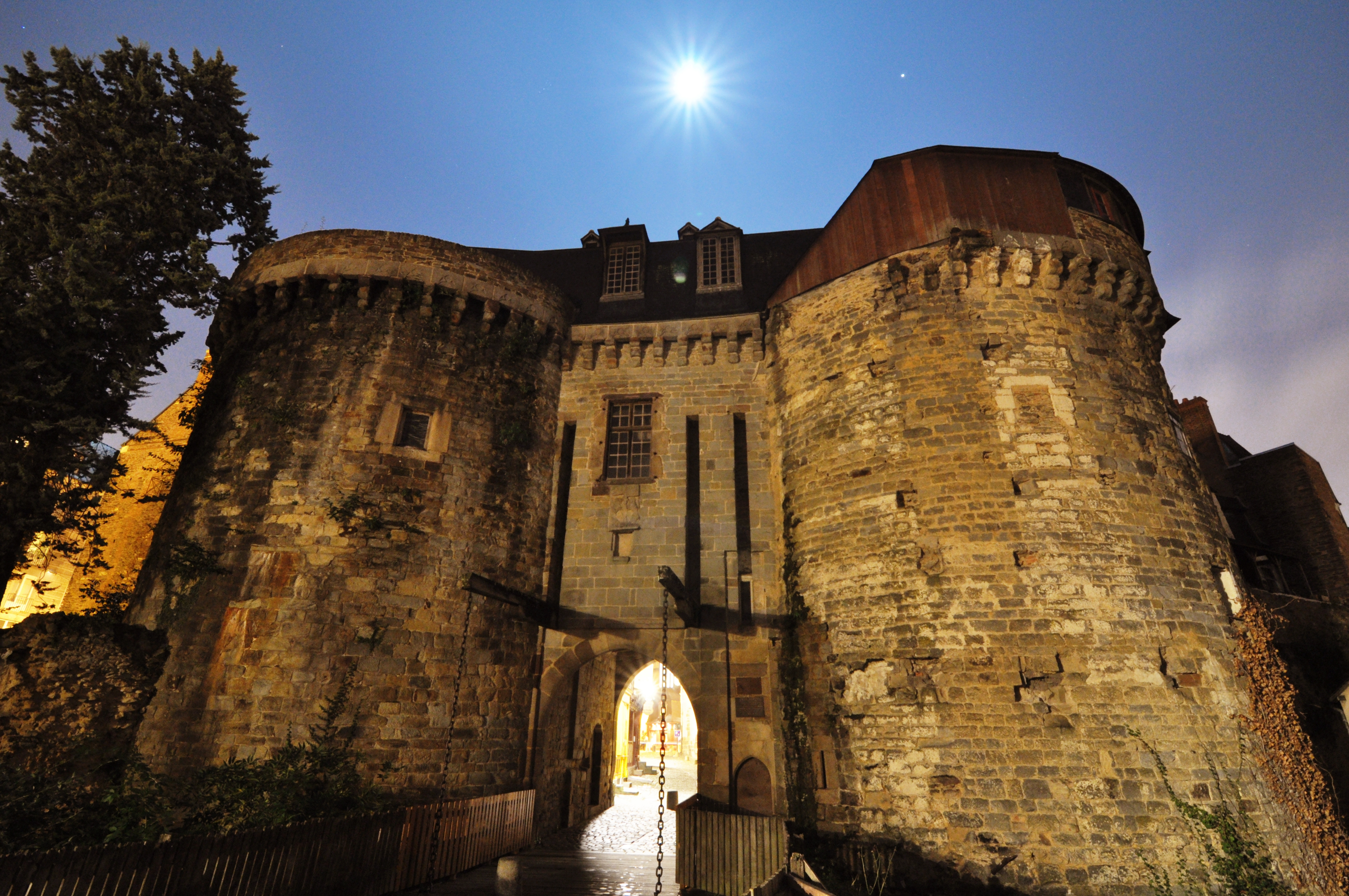
La porta Mordelaise de nit a Rennes

#### Itàlia
- Porta Capuana, Porta Sant Gennaro, Port'Alba, i Porta Nolana a Nàpols
- Pusterla di Sant'Ambrogio, Porta Nuova (Medieval), Porta Nuova, Porta Ticinese (Medieval) i Porta Ticinese a Milà
- Porta Sant Giovanni, Porta del Popolo, Porta Pinciana, Porta Tiburtina, Porta Sant Sebastiano i Porta Sant Paolo a Roma

Itàlia
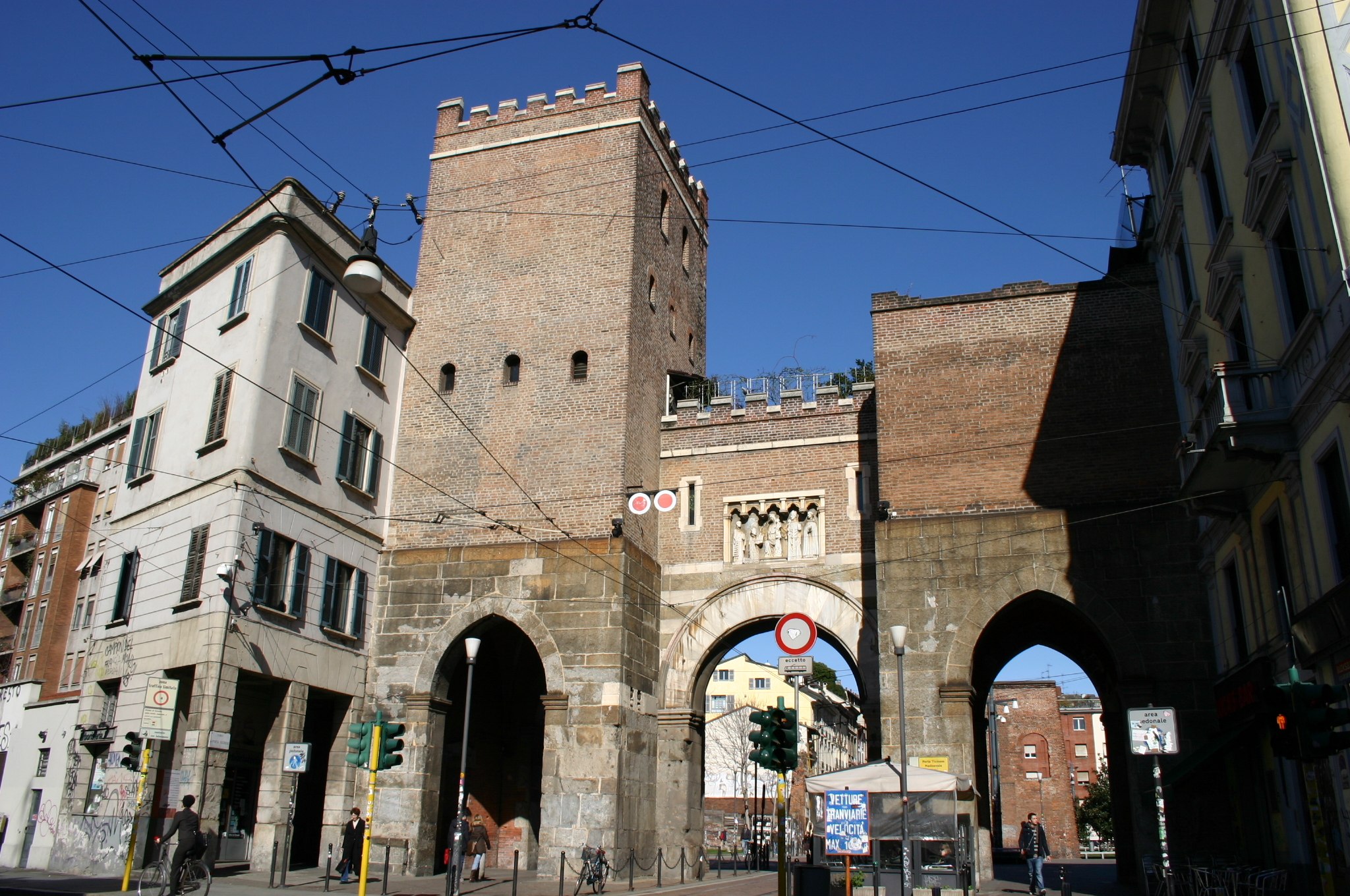
La medieval Porta Ticinese a Milà
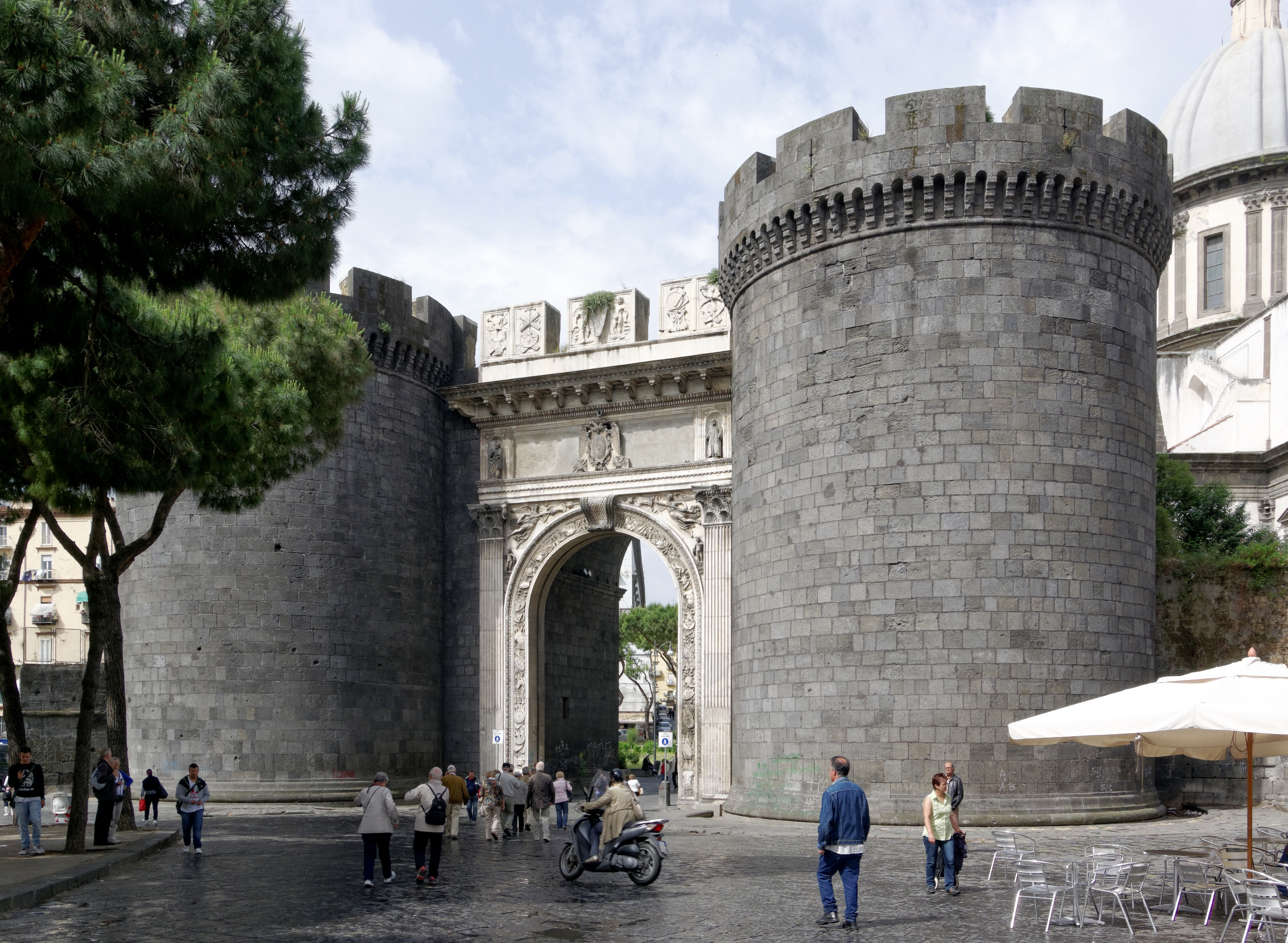
La Porta Capuana a Nàpols
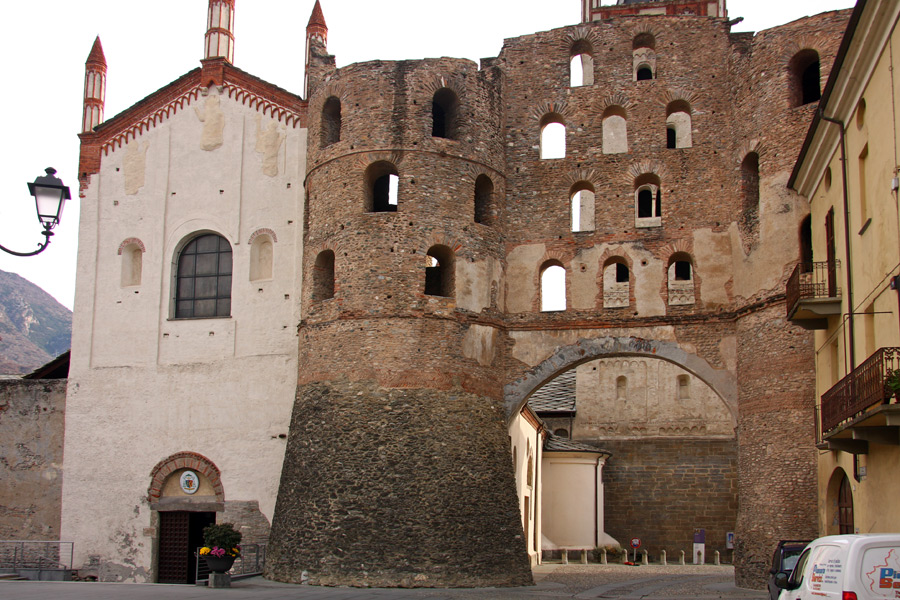
Port Savoie de Suse (segle iii)
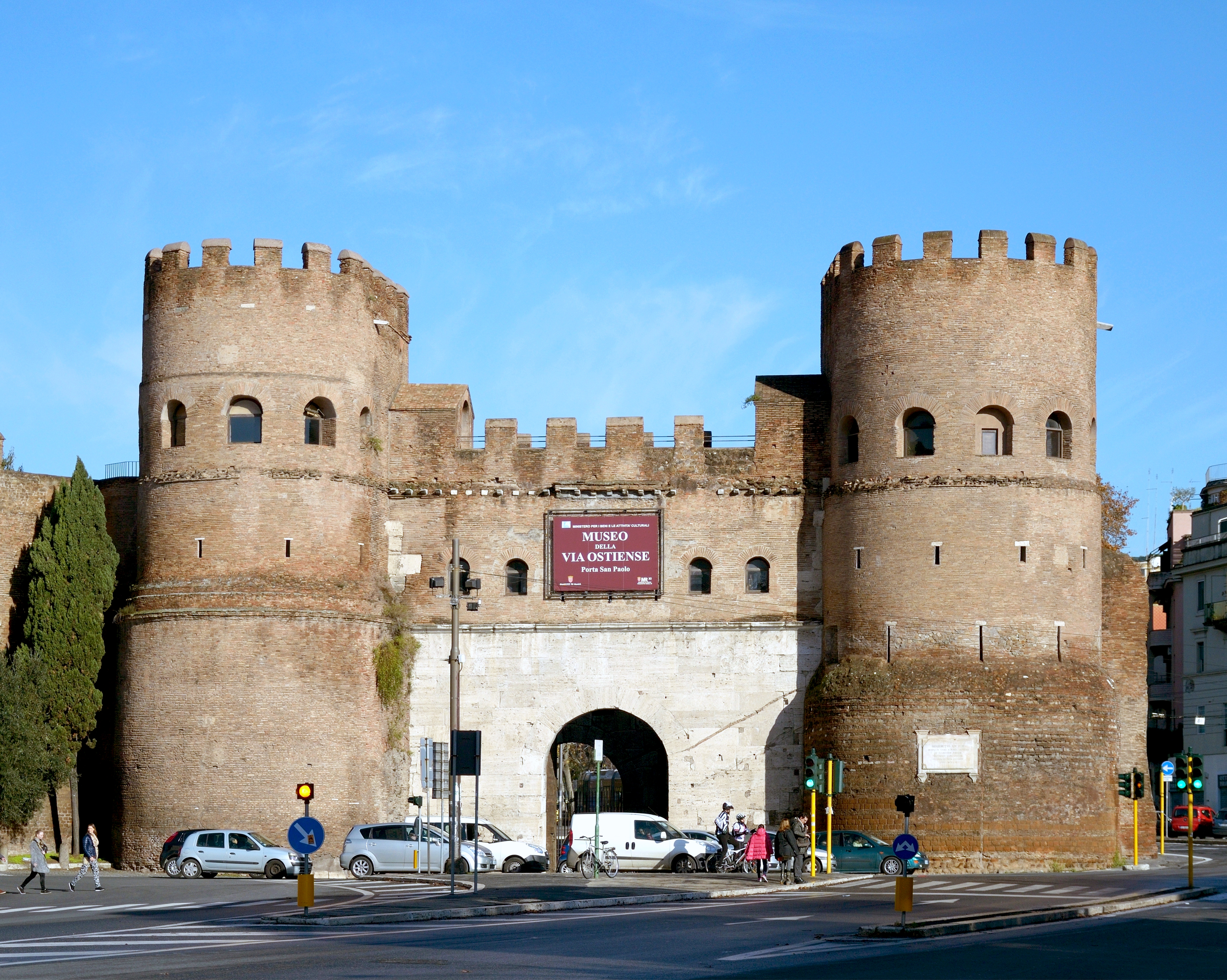
Porta Sant Paolo a Roma

#### Països Baixos
- Amsterdamse Poort a Haarlem
- Waterpoort a Sneek
- Vischpoort a Elburg
- Koppelpoort a Amersfoort

Països Baixos
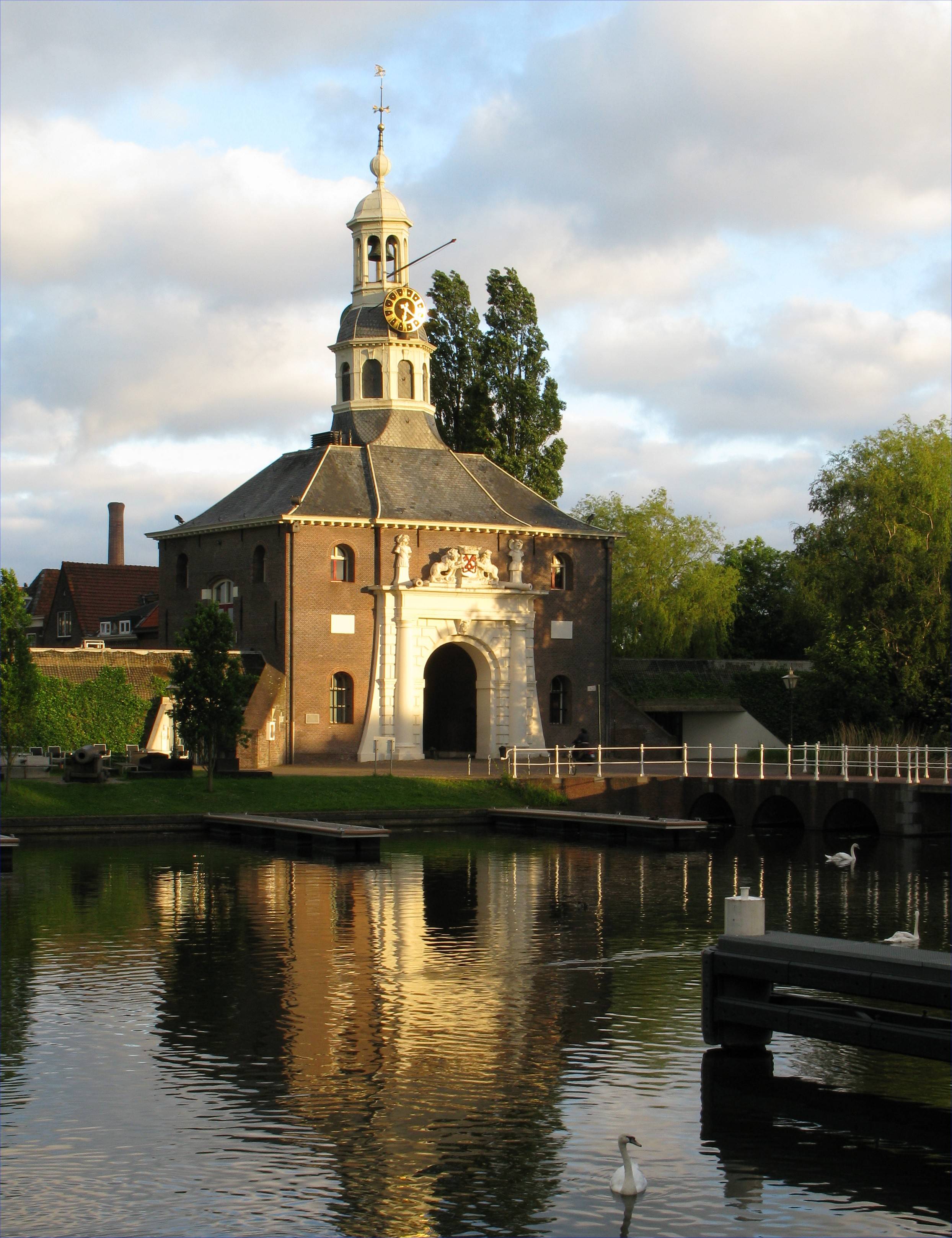
Zijlpoort (porta de l'est) a Leiden
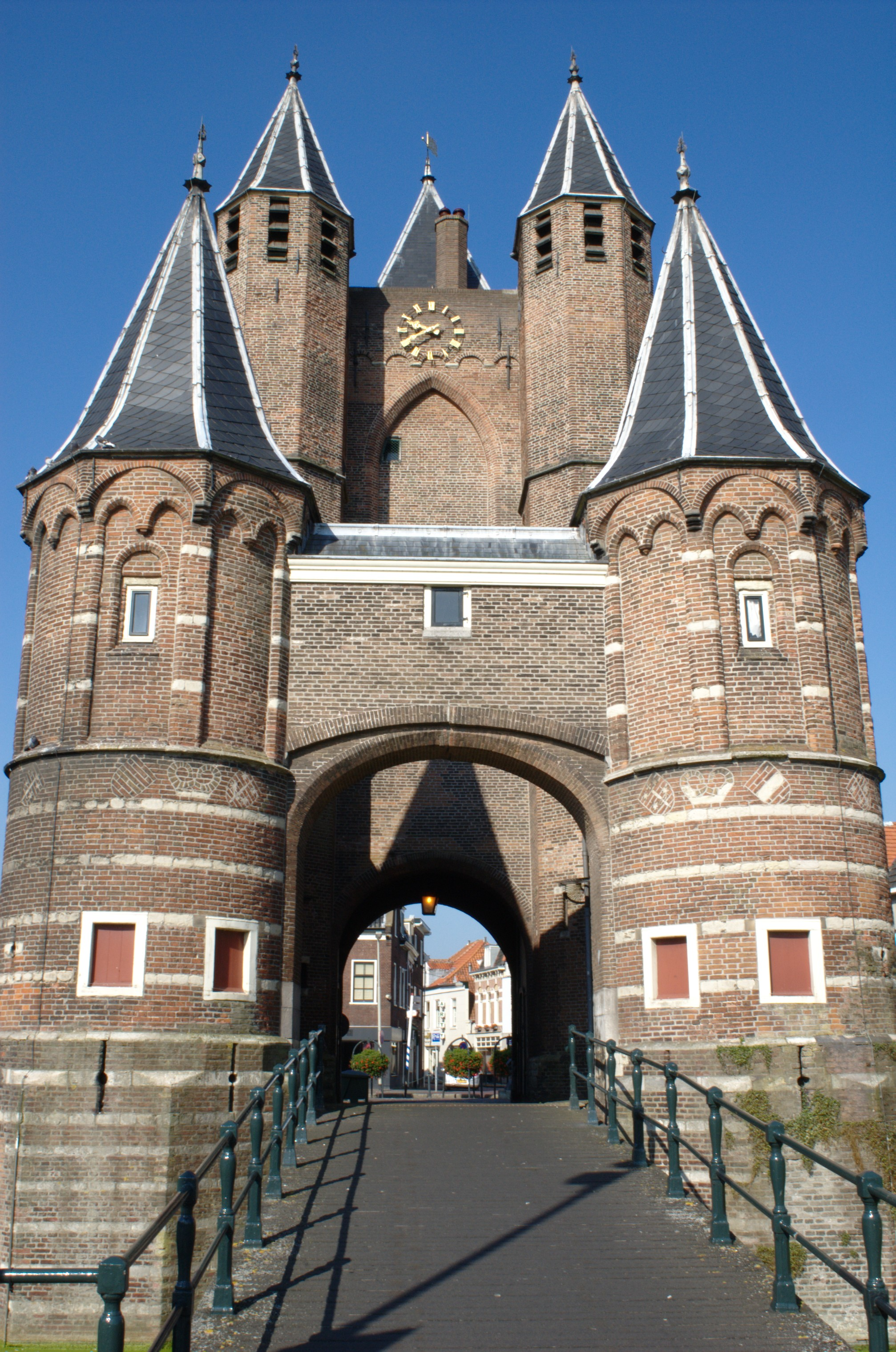
La Amsterdamse Poort, unica porta ciutadana conservada a Haarlem (1355)
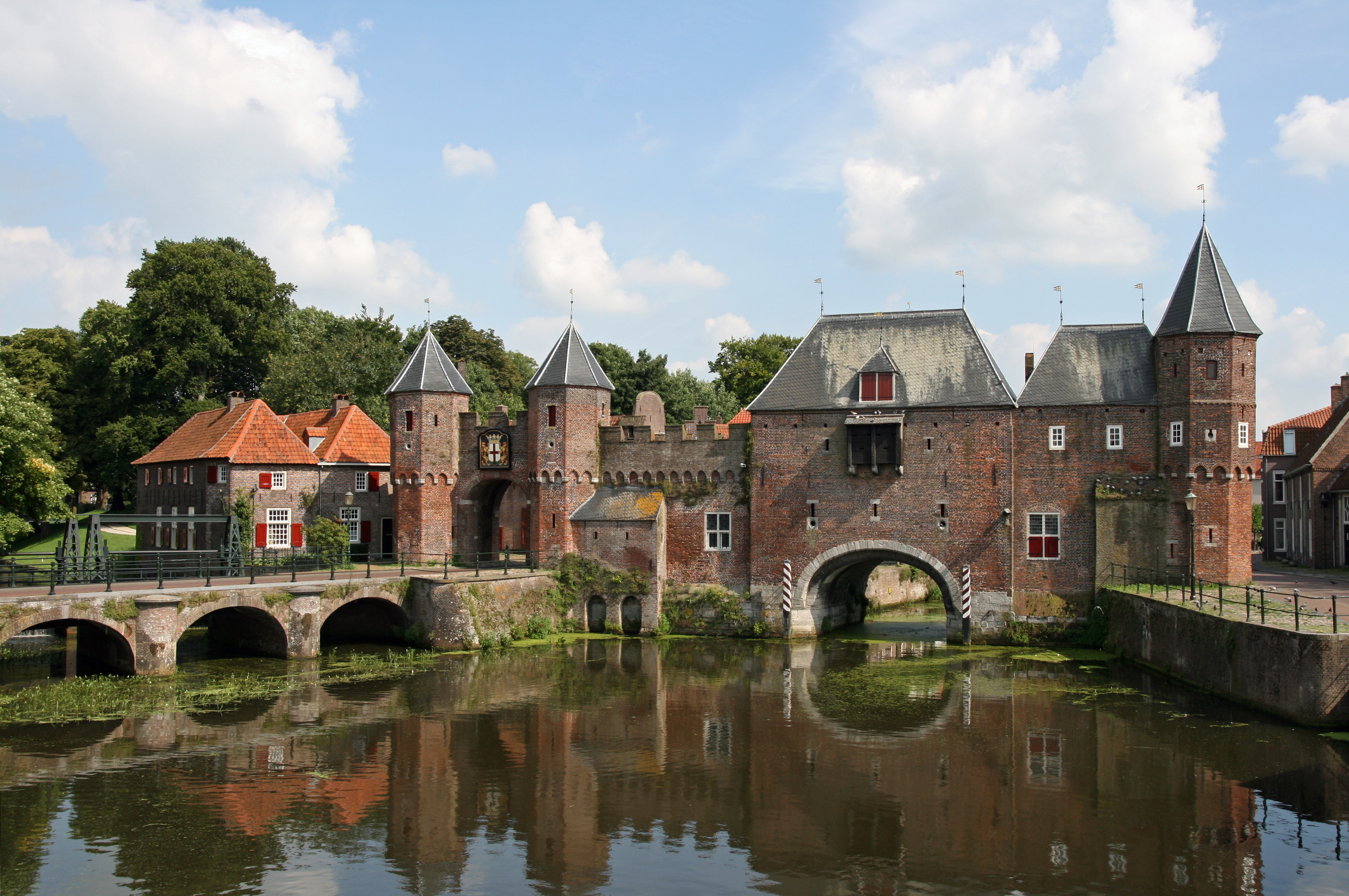
Koppelpoort a Amersfoort
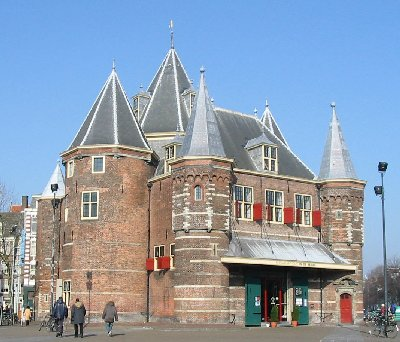
De Waag a Amsterdam, oorspronkelijk de Sint Anthoniespoort
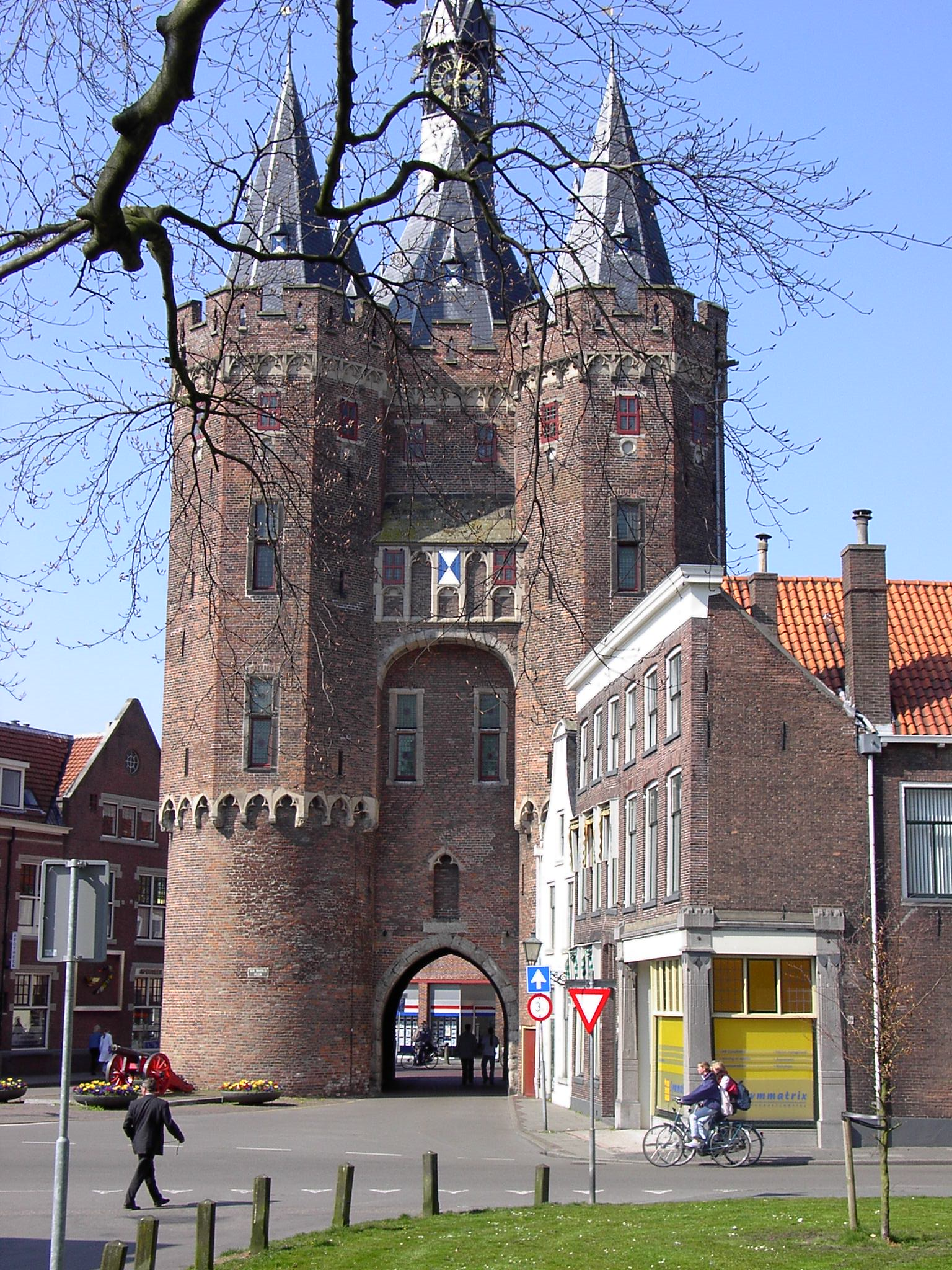
De Sassenpoort et Zwolle

#### Polònia
- Brama Portowa a Szczecin
- Brama Młińska a Stargard Szczeciński
- Porta de Sant Floriá a Cracòvia
- Żuraw (porta de la grua) a Gdańsk

Polònia
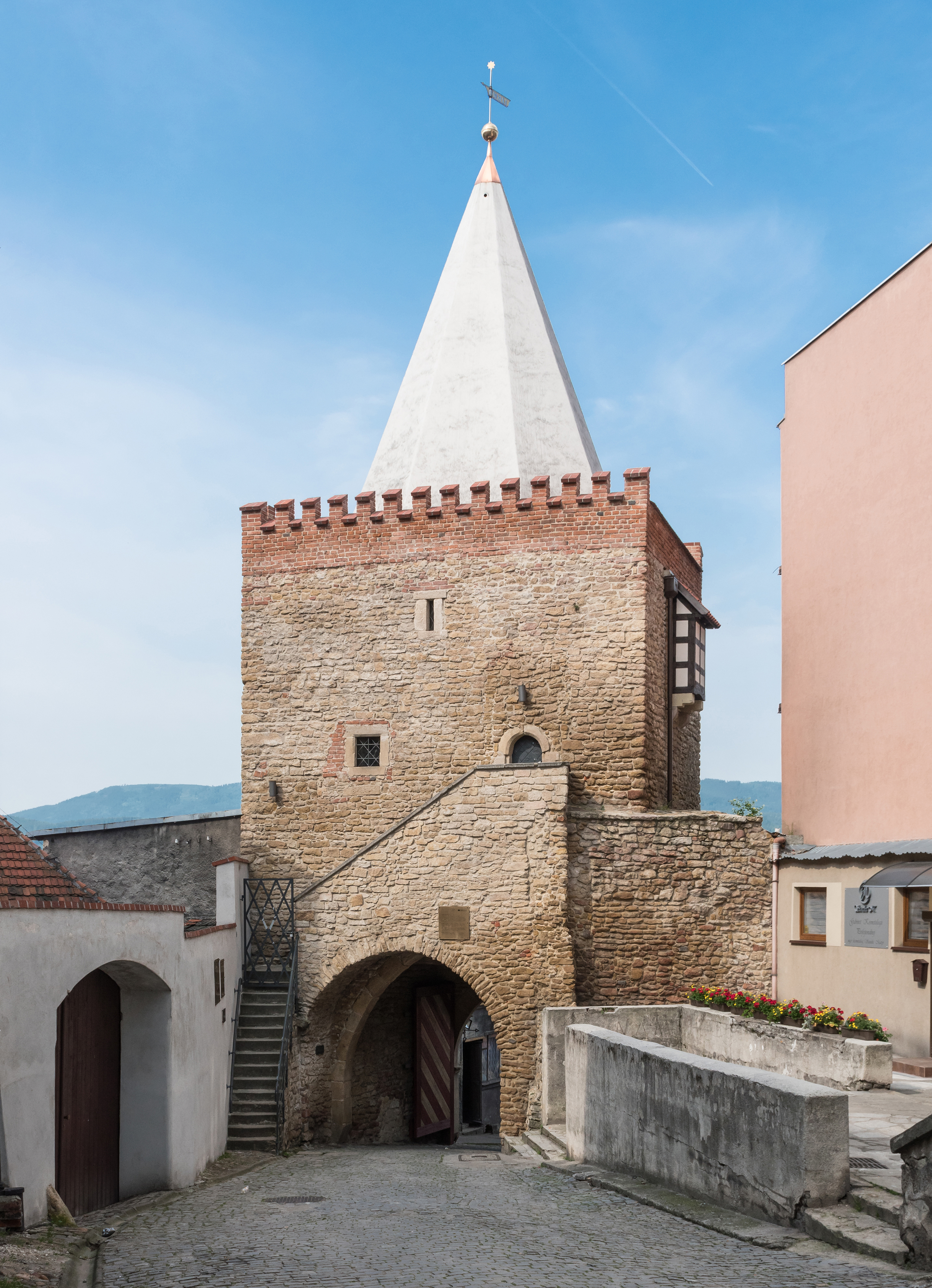
Brama Wodna w Bystrzycy Kłodzkiej
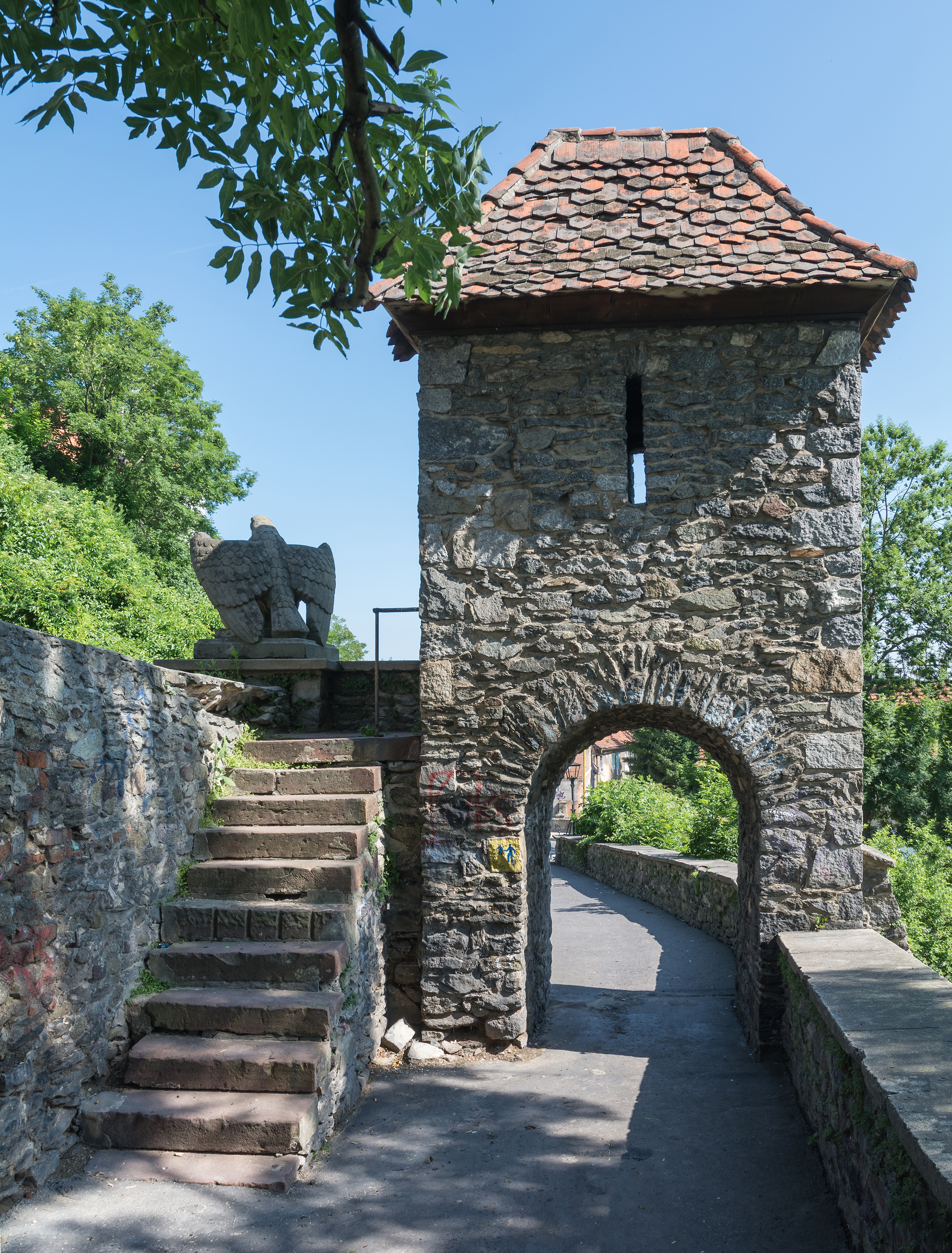
Brama Dolna w Niemczy
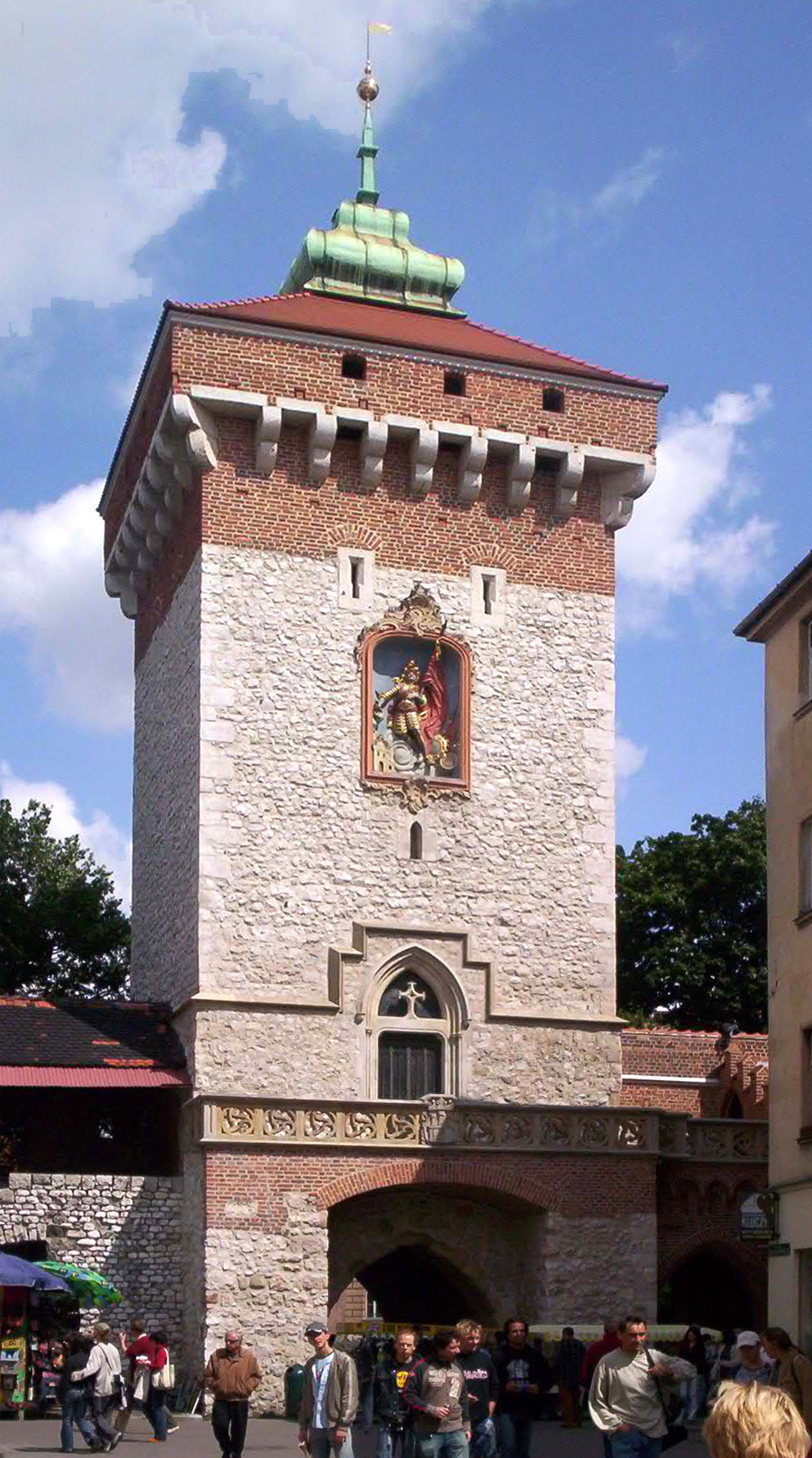
Porta de Sant Floriá a Cracovia
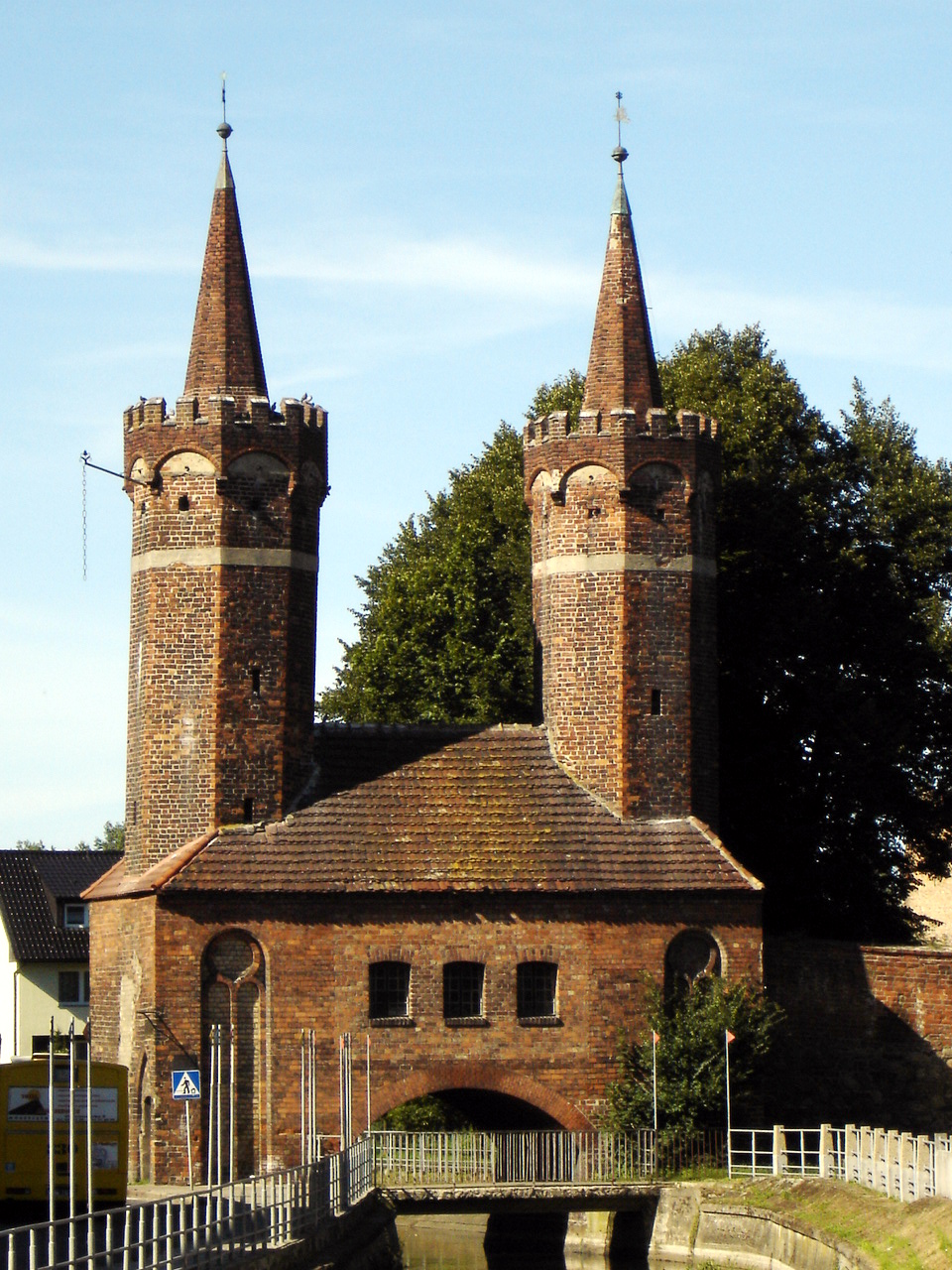
La Brama Młińska di Stargard Szczeciński, una de les poques portes aquàtiques d'Europa
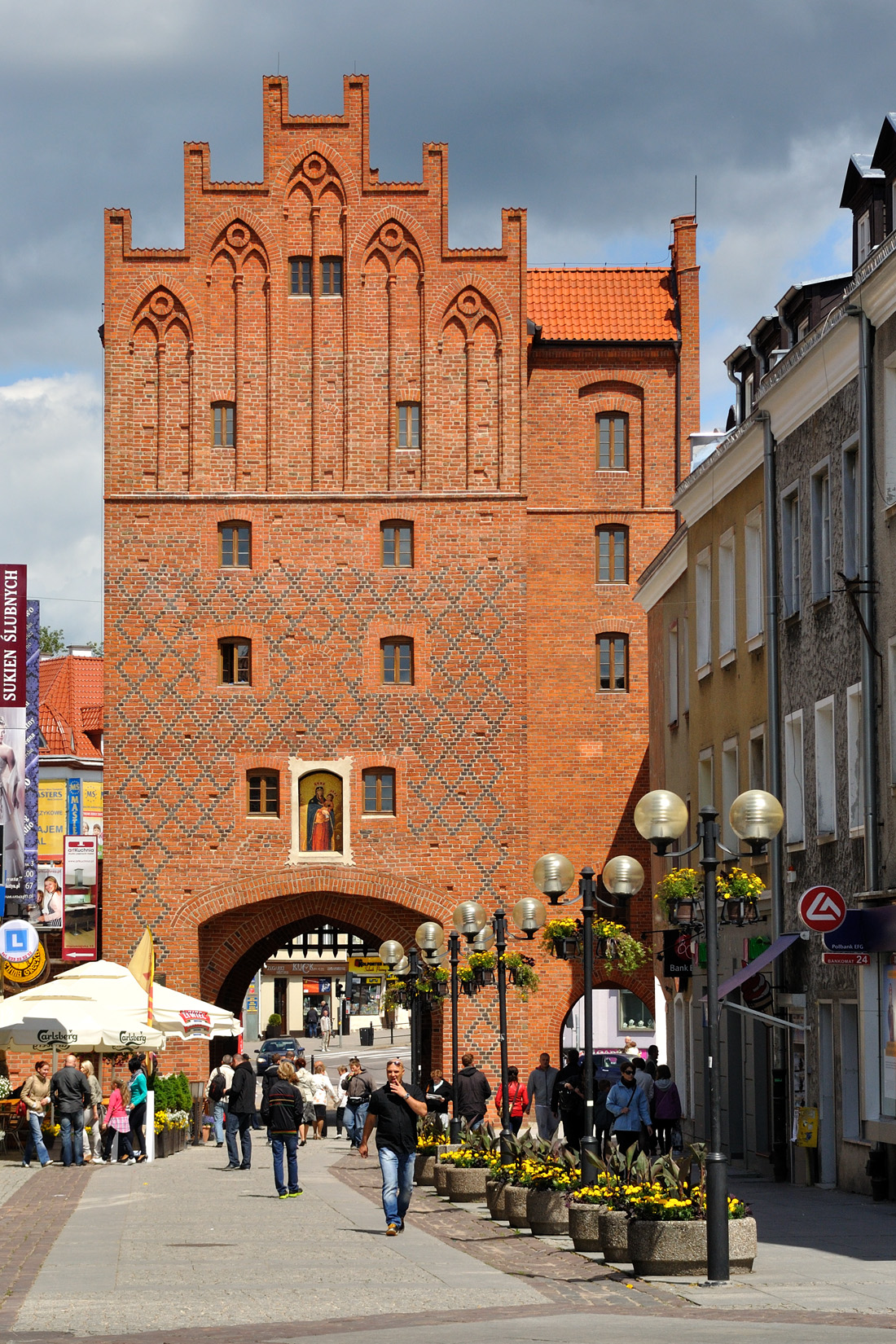
Porta superior a Olsztyn

- Portugal: Arc da Porta Nova a Braga
- Portugal: Portes da Cidade a Ponta Delgada (Açores)
- Regne Unit: portes romanes i medievals de la Muralla de Londres: Ludgate, Newgate, Aldersgate, Bishopsgate, Cripplegate, Moorgate, Aldgate
- Regne Unit: Westgate a Canterbury
- Regne Unit: Les portes (denominades Bars) de les muralles de York
- Regne Unit: Porta de Chepstow

### Amèrica del Nord
- Trinidad i Tobago: Porta de la Ciutat a Port of Spain
- Canadà: Port St-Louis (Vieux-Quebec) i Port St-Jean (Vieux-Quebec), Quebec
- Mèxic: Portes de Campeche, San Francisco de Campeche

### Amèrica del Sud
- Equador: Porta de la ciutat a Loja
- Perú: Porta de Machu Picchu
- Uruguai: Porta de Camp a Colonia del Sacramento
- Uruguai: Porta de la Ciutadella a Montevideo